# Jugendarbeit in der Feuerwehr
Die Jugendarbeit innerhalb der Feuerwehr soll den Nachwuchs in der Feuerwehr fördern. Je nach Staat hat diese unterschiedliche Namen und Organisationsformen.

## Jugendfeuerwehr oder Feuerwehrjugend

Verbandsemblem der DJF

Die Jugendfeuerwehr ist die Jugendabteilung in einer Freiwilligen Feuerwehr. Die Deutsche Jugendfeuerwehr (kurz DJF) ist die Jugendorganisation innerhalb des Deutschen Feuerwehrverbandes (DFV).
In Österreich ist die Feuerwehrjugend, wie auch in Südtirol, ein fester und integrierter Teil der Feuerwehr in Österreich. Im Jahr 2020 weist der Österreichische Bundesfeuerwehrverband auf seiner Website rund 26.000 Mitglieder in der Feuerwehrjugend aus. Auch in Südtirol sind etwa 1300 Jugendliche in der Feuerwehrjugend organisiert.

### Aufgabe
Die Jugendfeuerwehrarbeit hat das Ziel, Kinder und Jugendliche für den Einsatz in der Feuerwehr vorzubereiten, sodass sie nach Erfüllung der rechtlichen Voraussetzungen bei entsprechendem Alter und Qualifikation in der Einsatzabteilung der Freiwilligen Feuerwehr eingesetzt werden können. Sie dürfen jedoch bis zu einem bestimmten Alter nicht in den Gefahrenbereich von Feuerwehreinsätzen eingesetzt werden. Zudem nimmt die Jugendfeuerwehr wichtige Aufgaben im Bereich der allgemeinen Jugendarbeit wahr, wo sie durch verschiedenste Freizeitmaßnahmen bei der Betreuung von Kindern und Jugendlichen mitwirkt.
Der Jugendfeuerwehrwart ist die Schnittstelle zwischen der Führung der Freiwilligen Feuerwehr und der Jugendfeuerwehr. Die Ausbildung leitet er bzw. der Jugendausschuss.

### Geschichte

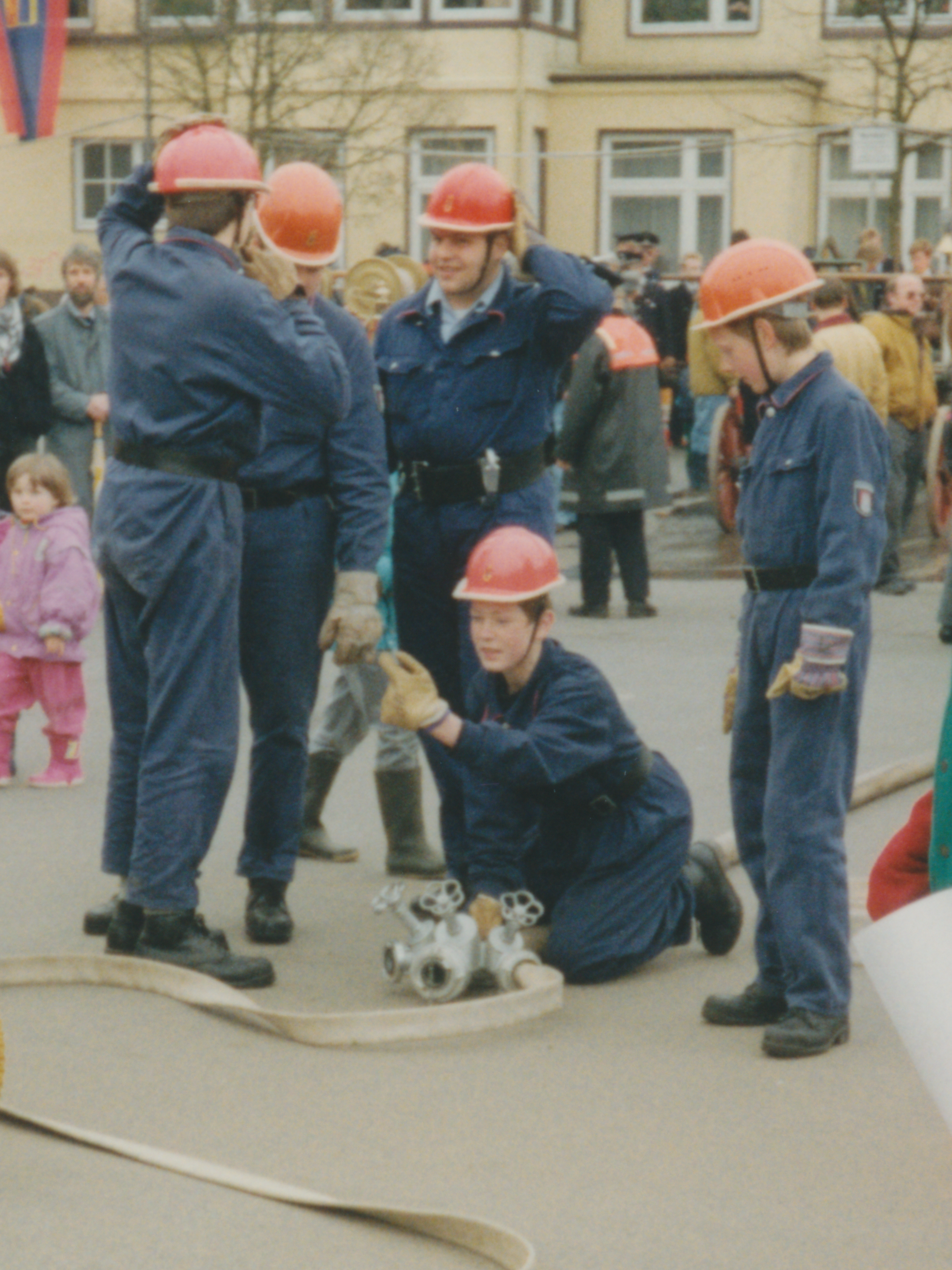
Jugendfeuerwehr aus Hamburg-Hummelsbüttel im Jahr 1991

Eine erste Gymnasialfeuerwehr am Fürst-Otto-Gymnasium (heutiges Gerhart-Hauptmann-Gymnasium) in Wernigerode wurde im Jahr 1864 gegründet. Sie ist die erste schriftlich nachweisbare deutsche Schülerfeuerwehr und gilt als Vorläuferin der heutigen Jugendfeuerwehr.
Im Jahr 1882 wurde eine erste Jugendfeuerwehr in Deutschland in Oevenum auf der Insel Föhr gegründet. Die erste Jugendfeuerwehr nach dem heutigen Modell ist vermutlich die im Jahr 1948 gegründete Jugendfeuerwehr Clausthal-Zellerfeld, gefolgt 1949 von der Jugendfeuerwehr Altenau und 1950 von der Jugendfeuerwehr Wildemann. Jugendfeuerwehren wurden im Zuge der Gleichschaltung in der NS-Zeit als Hitler-Jugendfeuerwehr (siehe auch HJ-Streifendienst) gleichgeschaltet. Die Deutsche Jugendfeuerwehr (DJF) wurde im Jahr 1964 in Berlin gegründet.
In Deutschland und Österreich sollte man bei Eintritt in eine Jugendfeuerwehr zehn Jahre alt sein. Doch es gibt Bundesländer, in denen der Beitritt zur Jugendfeuerwehr erst mit 12 Jahren möglich ist (z. B. Bayern). Es gibt jedoch in einigen Orten Kindergruppen, so dass bereits Kinder ab sechs oder acht Jahren die Feuerwehr kennenlernen können. Diese sind jedoch nicht Teil der offiziellen Jugendfeuerwehren. Mit 18 Jahren (Nordrhein-Westfalen und Baden-Württemberg), in anderen Bundesländern schon früher (z. B. in Rheinland-Pfalz, Bayern, Niedersachsen mit 16 Jahren), kann ein Jugendfeuerwehrmitglied in den aktiven Dienst der Feuerwehr übernommen werden. Zu Beginn durchläuft der angehende Feuerwehrmann (Truppmannanwärter) die „Truppmannausbildung“ (auch Grundlehrgang oder Grundausbildung genannt), in der die in der Jugendfeuerwehr erlernten grundlegenden Tätigkeiten vertieft und geprüft werden (beispielsweise Brandlehre, Feuerwehrfahrzeuge, Brandbekämpfung). Entsprechende Regelungen sind in den Landesgesetzen verankert. In Schleswig-Holstein und auch Bayern kann diese Truppmannausbildung auch schon vor der Übernahme in den aktiven Dienst der Feuerwehr erfolgen.
Ähnlich wie in Deutschland gab es in Österreich eine Feuerwehrjugend bereits vor dem Zweiten Weltkrieg. So wurde beispielsweise im burgenländischen Landesfeuerwehrgesetz im Jahr 1935 vorgesehen, dass Jugendfeuerwehren zu Schulungszwecken aus Buben und Jünglingen im Alter von 10 bis 18 Jahren gebildet werden konnten. Es wurden auch tatsächlich noch im selben Jahr Jugendfeuerwehren, wie in Neufeld an der Leitha gegründet.
Anlässlich der 300-Jahr-Feier der Berufsfeuerwehr wurde durch Bürgermeister Helmut Zilk die Feuerwehrjugend in Wien spontan gegründet. Das Ziel, Nachwuchs für die Feuerwehr zu rekrutieren, tritt hier in den Hintergrund. Vorrangig ist die Feuerwehrjugend eine Jugendorganisation. Jugendführer sind sowohl freiwillige Zivilisten als auch Mitglieder der Berufsfeuerwehr. Wie in anderen Bundesländern ist die Jugend in Wien fest im Landesfeuerwehrverband verankert.
„Junge Brandschutzhelfer“ in der DDR

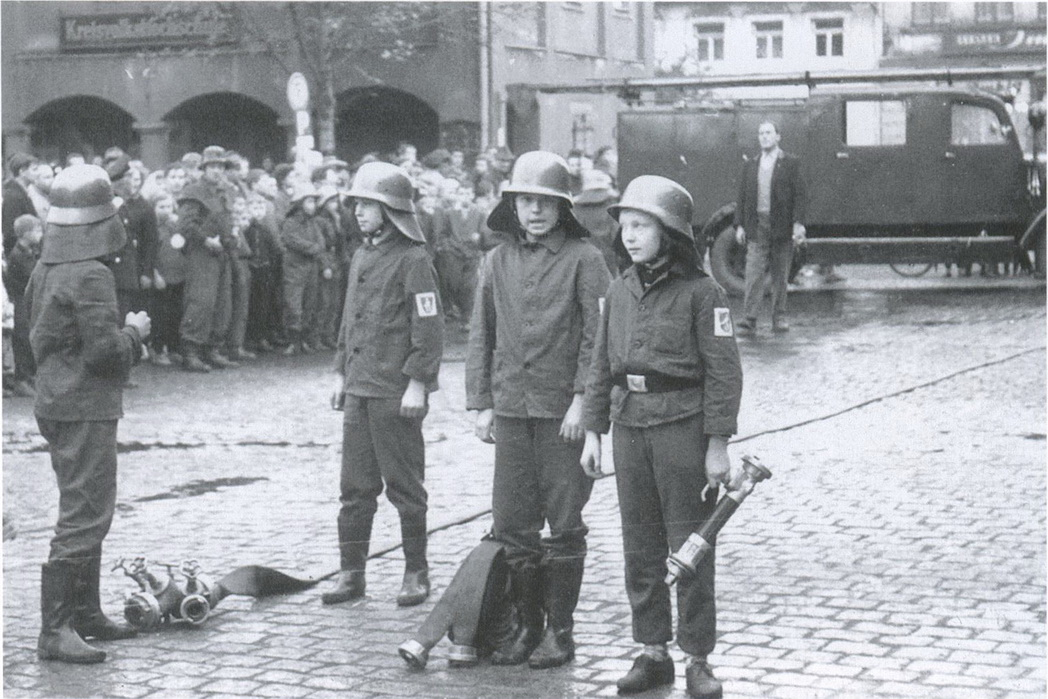
Junge Brandschutzhelfer der DDR

Durch das „Jugendgesetz der DDR“ vom 4. Mai 1964 wurden in der DDR die Arbeitsgemeinschaften „Junge Brandschutzhelfer“ gegründet. Sie sollten den Kindern außerhalb der Schule Grundlagen des Brandschutzes und organisierende Tätigkeiten des Brandschutzes beibringen. Diese Arbeitsgemeinschaften (häufig auch als „Atze-Feuerwehren“ bezeichnet) wurden im Allgemeinen durch Angehörige der Freiwilligen Feuerwehr geleitet. Ab der 5. Klasse wurde im Schulunterricht beispielsweise Vorbeugender Brandschutz, Brandbekämpfung und Erste Hilfe gelehrt. Nach der deutschen Wiedervereinigung gingen die Arbeitsgemeinschaften in „Jugendfeuerwehren“ über.

### Kinderfeuerwehr
In Kinderfeuerwehren – in Deutschland auch Minifeuerwehren oder Bambinifeuerwehren genannt – wird Kindern meist ab sechs Jahren neben Spiel und Spaß das richtige Verhalten in Gefahrensituationen vermittelt. Im Jahr 1949 wurde in Radevormwald-Önkfeld nach Angaben der dortigen Feuerwehr die erste Kinderfeuerwehr Deutschlands gegründet. Die Kinderfeuerwehr im heute bekannten Konzept, wurde im Jahr 1992 im Frankfurter Stadtteil Praunheim gegründet. Dieses haben mittlerweile zahlreiche weitere Feuerwehren in Deutschland übernommen.
In Rheinland-Pfalz und in Hessen (seit September 2007) ist gesetzlich der Eintritt in eine solche Kinder-, Mini- oder Bambinifeuerwehr (auf öffentlich-rechtlicher Basis) mit einem Mindestalter von sechs Jahren möglich. Seit dem Jahr 2016 können in Bremen ebenfalls Kinderfeuerwehren gegründet werden. In Bayern ist seit Juni 2017 die Bildung von Gruppen mit Kindern ab dem vollendeten sechsten Lebensjahr möglich.

#### Wettbewerbe
In einigen Bundesländern gibt es die Kinderflamme, ähnlich der Jugendflamme. Die Richtlinien und Stufen sind in den einzelnen Bundesländern verschieden. So gibt es in Sachsen-Anhalt und Mecklenburg-Vorpommern drei Stufen und in Hessen vier.

### Ziel Nachwuchsförderung
Ein wichtiges Anliegen der Jugendfeuerwehr besteht in dem Heranführen von Jugendlichen an die Aufgaben der Feuerwehr. Auf Grund der geänderten demographischen Entwicklung der westlichen Gesellschaft (weniger Kinder) ist diese Förderung sehr wichtig, da gerade kleinere Freiwillige Feuerwehren schon jetzt Personalsorgen haben. Leider ist die Zahl der Quereinsteiger in die Einsatzabteilungen der Freiwilligen Feuerwehren rückläufig, so dass vielerorts die Jugendfeuerwehr die größte Nachwuchsquelle an Einsatzkräften ist.

#### Österreich
Viele der Mitglieder werden mit einem Alter von 15 Jahren in den aktiven Dienst bei der eigenen oder bei einer anderen Feuerwehr übernommen. Bei der Übernahme kann auch ein Teil der Ausbildung bereits angerechnet werden.
Rund 5 % der Feuerwehrjugendmitglieder ergreifen in Österreich auch den Beruf des Feuerwehrmannes bei einer der sechs Berufsfeuerwehren. Im speziellen Fall der Stadt Wien können sie freiwillige Mitglieder des Katastrophenhilfsdienstes in Wien bleiben. Im Schnitt gibt es 40 bis 60 Mitglieder.

#### Beispiel Ostdeutschland
Gerade in den neuen Bundesländern gibt es das Problem, dass ein Großteil der ausgebildeten Jugendlichen, bereit für den aktiven Dienst in der Feuerwehr, aus ihrer Heimat nach Westdeutschland wegziehen. Begründet ist dies meist durch schlechteren Ausbildungs- und Einstellungschancen für die Jugendlichen in ostdeutschen Regionen.
Letztlich wurden zwar Jugendliche als Feuerwehrleute ausgebildet, das Ziel der betroffenen Feuerwehren, neue Feuerwehreinsatzkräfte an ihren Ort zu binden, wurde aber verfehlt. Somit gibt es nur noch sehr wenige junge Einsatzkräfte in wirtschaftsschwachen Regionen.

#### Allgemeine Probleme und Lösungsstrategien
Die räumliche Entfernung von Wohnort und Arbeitsplatz vermindert vor allem tagsüber die Alarmbereitschaft der Feuerwehr am Wohnort der Pendler. Zudem stellt die kontinuierlich notwendige Weiterbildung eine zusätzliche Belastung für bereits im Berufsleben geforderte Freiwillige dar. Auch ist die Unvereinbarkeit von Ehrenamt, Beruf und Familie in empirischen Untersuchungen als Hauptgrund für die Beendigung eines freiwilligen Engagements benannt. Ausstiegsbereite Ehrenamtliche berichten aber zudem häufiger von Problemen innerhalb der Organisation und nehmen das interne Klima eher ungünstig wahr. Dabei fällt auf, dass ausstiegsbereite freiwillige Feuerwehrleute nicht etwa höheren zeitlichen Anforderungen (z. B. aus Beruf oder Familie) ausgesetzt sind als Ehrenamtliche, die ihr Engagement fortführen möchten. Dies deutet darauf hin, dass Unvereinbarkeit kein isoliertes zeitliches Problem ist, sondern ein komplexes Phänomen, welches mit kollektiver Notwendigkeit (zeitliche und räumliche Flexibilität) und individueller Priorisierung von Lebensbereichen und -inhalten zusammenhängt. Andererseits wird nach Aussagen von Studien in den letzten Jahren vermehrt von Unternehmen auf die Erfahrungen zurückgegriffen, die Mitglieder von Freiwilligenorganisationen und da vor allem bei der Feuerwehr als Arbeitskräfte mitbringen, dies vor allem seit vermehrt Führungs- und Teamfähigkeiten in der Wirtschaft gefragt ist.
Angesichts dieser Vielzahl von Herausforderungen, die sich aus den sich „nachteilig“ auswirkenden Entwicklungstendenzen des modernen Arbeitslebens und der Gesellschaft ergeben, werden neue Organisationsformen gesucht. Bundesweite Beachtung fand dabei in den letzten Jahren der Versuch des Kreisfeuerwehrverbands Offenbach, aktive Mitgliederwerbung und Lehrgangsausbildung dort anzubinden, wo solche am ehesten zu finden sind: in der Schule. Damit wurde ein Ansatz aufgegriffen, der seit dem Zweiten Weltkrieg keine Anwendung mehr fand.
So wird im Kreis Offenbach seit 2007 im Rahmen eines Kooperationsverbundes zwischen der Claus-von-Stauffenberg-Schule, einer gymnasialen Oberstufenschule in Rodgau mit knapp 700 Schülerinnen und Schülern, der Freiwilligen Feuerwehr Rodgau und der DRK-Rettungsdienst Offenbach gGmbH interessierten Schülerinnen und Schülern in einem fächer- und jahrgangsübergreifenden Ausbildungsprogramm die Möglichkeit geboten, außerhalb des regulären Unterrichts den Grundlehrgang der Freiwilligen Feuerwehren und der Feuerwehrsanitäter-Lehrgang gemäß Ausbildungs- und Prüfungsvorschriften der Hessischen Landesfeuerwehrschule in Kassel abzulegen. Mehr noch als die Verleihung des Bundespreises „Helfende Hand“ durch das Bundesinnenministerium 2010 sowie des „Goldenen Sammelstücks“ 2013 auf dem 3. Bundesfachkongress/2. Fachforum IFStar des Deutschen Feuerwehrverbandes in Berlin stehen die 250 Absolventen, von denen zwischenzeitlich 42 in die Einsatzabteilung der Freiwilligen Feuerwehr Rodgau eingetreten sind, für den Erfolg dieses Versuchs. Damit trägt das Ausbildungsprogramm zu über 50 Prozent zur Nachwuchsrekrutierung innerhalb der Altersgruppe der 17- bis 23-Jährigen der Freiwilligen Feuerwehr Rodgau bei.

### Ausbildung und Gemeinschaft

#### Ausbildung des Jugendfeuerwehrwartes und der Betreuer
Betreut wird eine Jugendfeuerwehr von Jugendfeuerwehrwarten, oftmals unterstützt von Jugendgruppenleitern und weiteren Betreuern. Alle sollten im Besitz einer gültigen Jugendgruppenleiterkarte (Juleica) sein. Die Zahl der Landkreise in Deutschland – speziell in Rheinland-Pfalz –, die auf diese Qualifikation Wert legen, nimmt stetig zu. In einigen Bundesländern, zum Beispiel Bayern, existieren spezielle Ausbildungsgänge zum Jugendfeuerwehrwart.

#### Ausbildung der Jugendlichen
Eine solche Gruppe trifft sich meist wöchentlich zur gemeinsamen Ausbildung. Die Ausbildung enthält das Erlernen von Grundtätigkeiten im Feuerwehrdienst sowie die Übung von Geschicklichkeit, Beweglichkeit und Allgemeinwissen. Auch gemeinsame Unternehmungen außerhalb des Feuerwehrrahmens stehen in vielen Jugendfeuerwehren auf dem Programm. So können zum Beispiel Zeltlager, Kinobesuche oder sportliche Tätigkeiten wie Fußball durchgeführt werden. Diese fördern ganz besonders den Aufbau eines Zusammengehörigkeitsgefühls (siehe auch: Kameradschaft) innerhalb der Jugendfeuerwehr, welches später auf die Gemeinschaft in der Feuerwehr vorbereiten soll. Die Arbeit in der Jugendfeuerwehr umfasst demnach sowohl den Bereich der feuerwehrtechnischen Ausbildung wie auch die allgemeine Jugendarbeit. Mittlerweile wird auch in der Jugendfeuerwehr auf soziale Aspekte vermehrt Wert gelegt. Beispielsweise kann die sogenannte „Jugendflamme“ in drei Stufen, deren Anforderungen auf das jeweilige Lebensalter abgestimmt sind, erworben werden. Diese Auszeichnung erhalten nur Jugendfeuerwehrleute, die ein gezieltes, wenn möglich soziales Projekt durchgeführt haben (ab der Stufe II). Es können Theaterstücke eingeübt werden, Spielplatzpatenschaften übernommen oder sonstige Projekte durchgeführt werden, die der Gesellschaft zugutekommen sollen, sei es zur Unterhaltung oder zur Unterstützung.

#### Sonstige Ausbildungsaktivität
Besonders fortschrittlich geführte Jugendfeuerwehren suchen bereits frühzeitig den intensiven Kontakt zu ihren „großen“ Partnern der Einsatzabteilung. In gemeinsamen Übungen mit diesen wird den Jugendlichen deutlich, dass auch sie schon „dazugehören“ und ein wichtiger Teil der Feuerwehr sind.
Im Rahmen der allgemeinen Jugendarbeit nehmen einige Jugendfeuerwehren an dem internationalen Jugendprojekt Young Helpers on the Air – YHOTA teil, bei dem es darum geht, mit anderen Jugendfeuerwehren sowie Jugendgruppen anderer Hilfsorganisationen und Schulsanitätsdiensten während einer weltweiten „Funkparty“ Kontakt miteinander aufzunehmen, die Kommunikation und Freundschaften untereinander zu fördern. Der Amateurfunkdienst bietet hier aber nicht nur Funkverbindungen mit anderen Jugendgruppen, sondern auch mit der Antarktis-Forschungsstation Neumayer III und mit der internationalen Raumstation ISS.
Am 15. September 2007 fand in Rheinland-Pfalz das Projekt „Wasserwand für Ruanda“ statt. Ziel war es, die längste Wasserwand der Welt aufzubauen und so Gelder für den Aufbau einer Gehörlosenschule in Ruanda zu sammeln.

### Dienstkleidung

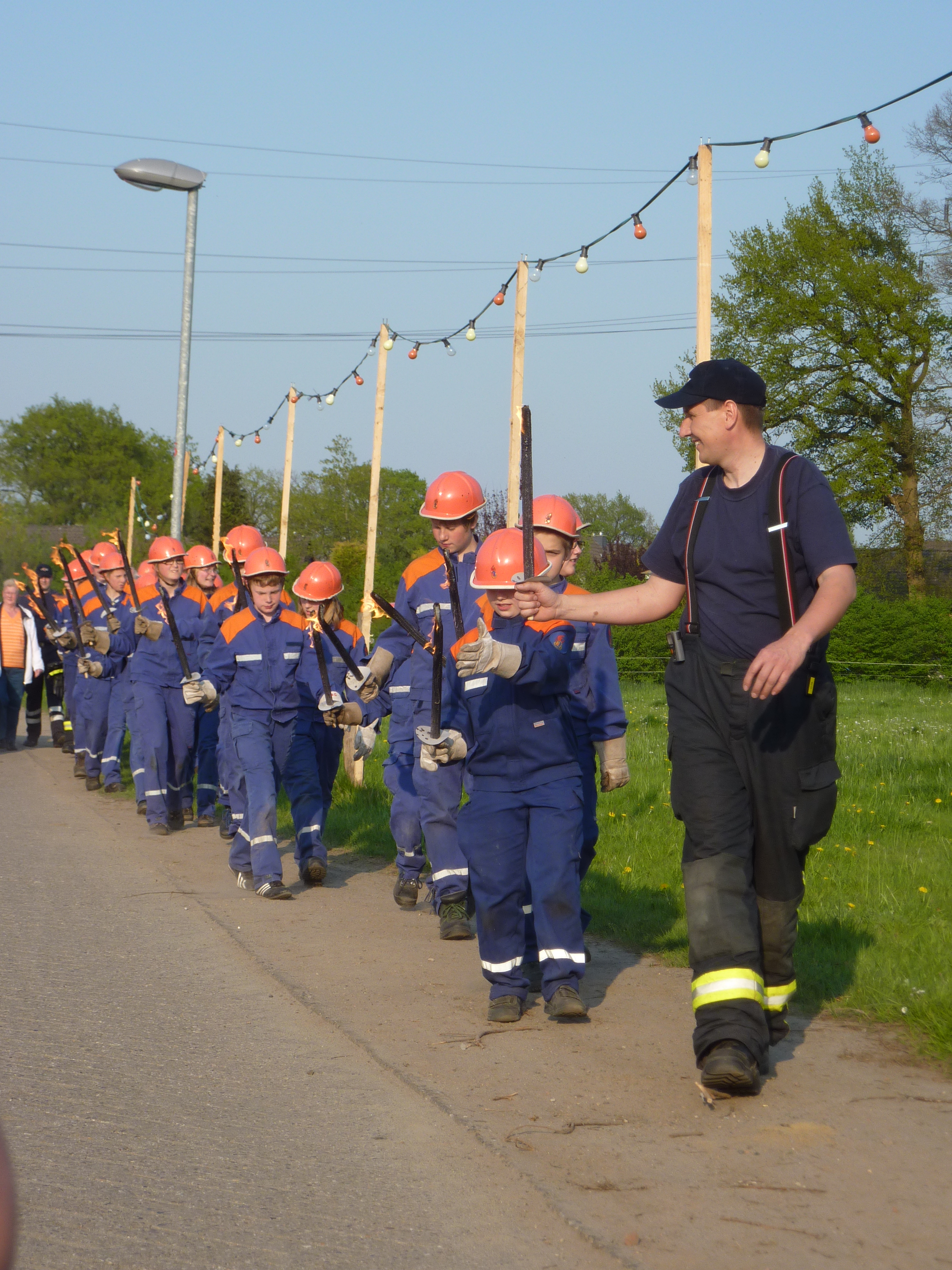
Jugendfeuerwehr Bad Zwischenahn

Die Dienstkleidung der Jugendfeuerwehr in Deutschland besteht aus festem Schuhwerk, Jugendfeuerwehrhose, Jugendfeuerwehrblouson, Jugendfeuerwehr-Schutzhelm und Schutzhandschuhen (Bekleidungsrichtlinie der Deutschen Jugendfeuerwehr). Viele Jugendfeuerwehren beschaffen auf eigene Kosten zusätzlich wetterfeste Jugendfeuerwehrparkas, Sicherheitsschuhe, Sicherheitsstiefel und/oder Öl-Regenjacken. Die Jacken haben die Grundfarbe Blau und an den Schultern Orange. Am Rücken sind sie mit einem Reflektorstreifen versehen. Die Hose ist in Blau mit Reflektorstreifen. Die Allwetterjacke ist blau und ab Brusthöhe orange. Auf dem Rücken befindet sich ein – mit Klett befestigtes – Rückenschild. Dieser ist oftmals mit dem Namen der jeweiligen Jugendfeuerwehr bedruckt.
Die Uniform der Feuerwehrjugend in Österreich ist abhängig vom jeweiligen Landesfeuerwehrverband bzw. der einzelnen Feuerwehr und besteht zumeist aus festen Stiefeln oder Schuhen, einer Feuerwehrhose (inklusive Gürtel) und Kopfschutz.

### Jugendfeuerwehrleute im Einsatz
Von Bundesland zu Bundesland innerhalb Deutschland und teilweise innerhalb eines Landkreises unterscheiden sich die Regelungen, wie Jugendliche an Einsätzen der Feuerwehr teilnehmen können (oder dürfen). Beispielsweise nach dem bayerischen Feuerwehrgesetz können Jugendliche mit Vollendung des 16. Lebensjahres außerhalb der unmittelbaren Gefahrenzone (Beispielsweise als Funker oder Melder) an Einsätzen teilnehmen. Die Ausführung der Regelung unterliegt dem Kommandanten der jeweiligen Feuerwehr. So gibt es Feuerwehren, die ein Ausrücken der Jugendlichen gänzlich bis zum 18. Lebensjahr untersagen, andere hingegen erlauben dies ausdrücklich und statten ihre Jugendlichen mit tragbaren Meldeempfänger (sogenannte „Melder“ oder „Pieper“) aus oder lassen sie per SMS („Handy-Alarmierung“) alarmieren.
Die Ausbildung bei der Feuerwehrjugend in Österreich ersetzt einige notwendige Ausbildungsschritte, wenn sie mit dem 15. Lebensjahr (in manchen Bundesländern ab dem 16. Lebensjahr) zu den Aktiven überstellt werden können. Feuerwehrmitglieder, welche bereits in der Feuerwehrjugend Leistungsabzeichen erworben haben (Wissenstest in Gold, Fertigkeitsabzeichen, 3. Erprobung), können sich diese bei der Grundausbildung anrechnen lassen. Außerdem erlangen sie den Dienstgrad Feuerwehrmann bereits nach einem halben Jahr.

### Organisation der Deutschen Jugendfeuerwehr
Die Jugendfeuerwehr ist Teil der Freiwilligen Feuerwehr der jeweiligen Gemeinde. Trotzdem hat sie eine eigene Struktur und Organisationsform und Disziplin.
Alle deutschen Jugendfeuerwehren sind in der Regel über ihre Stadt- bzw. Kreisjugendfeuerwehren sowie Landesjugendfeuerwehren in der Deutschen Jugendfeuerwehr (DJF), eines Bereichs innerhalb des Deutschen Feuerwehrverbandes (DFV), organisiert.
Mittlerweile (Stand: Dezember 2017) gibt die Deutsche Jugendfeuerwehr als Dachverband die Gesamt-Mitgliederzahl mit rund 264.000 an. Die Gesamtanzahl der Jugendfeuerwehren in Deutschland belaufe sich auf über 18.300.
Die einzelnen Gruppen werden von den Jugendfeuerwehrwarten geleitet. Auf Stadt- oder Kreisebene finden sich die einzelnen Gruppen als Stadt- oder Kreisjugendfeuerwehr zusammen, welche durch einen Stadt- oder Kreisjugendfeuerwehrwart vertreten wird. Alle Jugendfeuerwehren sind zudem Teil der Landes- und der Bundesjugendfeuerwehr. Auch auf dieser Ebene finden Delegiertentreffen der Jugendfeuerwehren statt. So werden die Landesverbände durch den Landesjugendfeuerwehrwart und die Bundesjugendfeuerwehr durch den Bundesjugendleiter vertreten.

### Allgemeine jugendspezifische Aktivitäten
In Deutschland bieten die meisten Jugendgruppen der Feuerwehr gemeinsame Reisen oder Zeltlagern innerhalb der örtlichen Feuerwehr oder auf Gemeinde-, Stadt- oder Kreisebene (auch unter Beteiligung der Feuerwehrverbände) an. Diese Teilnahme hierzu ist freiwillig. Diese Aktivitäten fördern den Zusammenhalt innerhalb der Organisation.
In Österreich werden neben der eigentlichen Schulung für den Feuerwehrdienst auch zahlreiche allgemeine jugendliche Aktivitäten auf Feuerwehr-, Bezirks- oder Landesebene gesetzt. So gibt es beispielsweise Fußballturniere oder Skimeisterschaften. Es werden auch Zeltlager, die auch manchmal in Verbindung mit den Jugendleistungsbewerben organisiert werden, organisiert. So ist in Oberösterreich das Sechs-Bezirke-Feuerwehrjugendlager zu nennen, das bereits seit über 50 Jahren durchgeführt wird und die Zusammengehörigkeit verbessern soll.

## Wettbewerbe

### Leistungsabzeichen in Deutschland

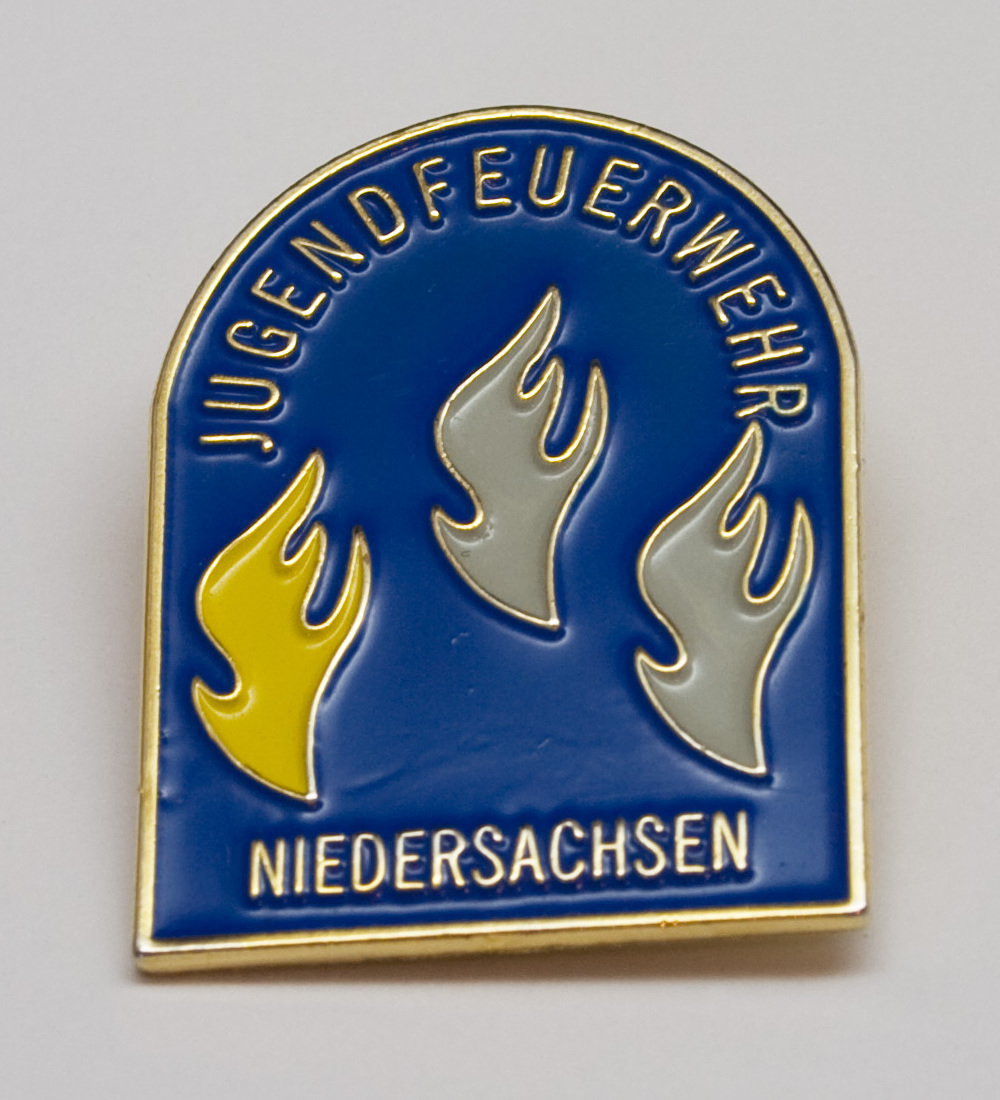
Jugendflamme Stufe 1 Niedersachsen

In Deutschland gibt es verschiedene Leistungsabzeichen für die Kinder- und Jugendfeuerwehr:
Kinderfeuerwehr
Abzeichen der Kinderfeuerwehren sind im Gegensatz zur Jugendflamme, zur Leistungsspange, und zum Bundeswettbewerb der Deutschen Jugendfeuerwehr der Jugendfeuerwehr nicht bundeseinheitlich geregelt, auch wenn es thematische Überschneidungen gibt: Beispiele sind
- Baden-Württemberg: Kinderfunke in Stufen 1 und 2[27]
- Bayern: Kinderflamme in Stufen 1, 2 und 3[28]
- Brandenburg: Kinderflamme in Stufen 1 und 2[29]
- Hessen: Tatze in Stufen 1, 2, 3 und 4[30]
- Mecklenburg-Vorpommern: Kinderflamme in Stufen 1 und 2[31]
- Niedersachsen: Brandfloh in einer Stufe[32]
- Nordrhein-Westfalen: Kinderflamme in Stufen 1 (Bronze), 2 (Silber) und 3 (Gold)[33][34]
- Rheinland-Pfalz: Bambini-Flamme in zwei Stufen[35]
- Saarland: Kinderflämmchen in Stufen 1 und 2[36]
- Sachsen: Kinderflamme in Stufen 1 und 2[37]
- Sachsen-Anhalt: Kinderflamme in Stufen I, II und III[38]
- Schleswig-Holstein: Kinderflamme in den Stufen 1, 2, 3 und 4[39]
- Thüringen: Leistungsabzeichen der Thüringer Jugendfeuerwehr (für die Altersklasse 6–9 Jahre) in den Stufen 1 (Silber) und 2 (Gold)[40]
- daneben existieren noch regionale Abzeichen[41][42]

Jugendfeuerwehr
- bundesweit
  - Leistungsspange der Deutschen Jugendfeuerwehr[43]
  - Jugendflamme der Landesjugendfeuerwehren in den Stufen I, II und III[44] (ursprünglich in Baden-Württemberg in vier Stufen konzipiert[45][46])
  - Teilnahmeabzeichen für den Bundeswettbewerb der Deutschen Jugendfeuerwehr[47]
- Freistaat Bayern
  - Bayerische Bewerbsabzeichen in Silber und Gold für den CTIF-Jugendfeuerwehrwettbewerb[48][49][50]
  - Jugendleistungsspange der Jugendleistungsprüfung in Bayern[51]
  - Wissenstest des bayerischen Innenministeriums in Stufen 1 (Bronze), 2 (Silber), 3 (Gold), und 4 (Urkunde)[52],  in Oberbayern zusätzlich zu den Stufen 1 bis 3 auch Stufe 4 (Gold-Blau), 5 (Gold-Grün) und 6 (Gold-Rot)[53]

### Leistungsabzeichen in Österreich
Wie bei den aktiven Mitgliedern gibt es auch bei der Feuerwehrjugend Leistungsbewerbe, die bis auf Bundesebene aber auch international durchgeführt werden. Alle zwei Jahre findet in einem Bundesland der Bundesbewerb oder die Staatsmeisterschaft der Feuerwehrjugend statt, für die sich die teilnehmenden Gruppen am Landesbewerb im jeweiligen Bundesland qualifizieren müssen; insgesamt rund 35 Gruppen aus Österreich.
In Österreich gibt es verschiedene Leistungsabzeichen für die Feuerwehrjugend:
Bewerbe
- Feuerwehrjugendleistungsabzeichen Bronze
- Feuerwehrjugendleistungsabzeichen Silber
- Feuerwehrjugendleistungsabzeichen Gold (nicht in allen Bundesländern)
- Neues Feuerwehrjugendleistungsabzeichen Gold (ab dem 15. Lebensjahr)
- Bundesfeuerwehrjugendleistungsabzeichen (kann mehrfach errungen werden)
- Leistungsabzeichen des CTIF (Weltmeisterschaft)

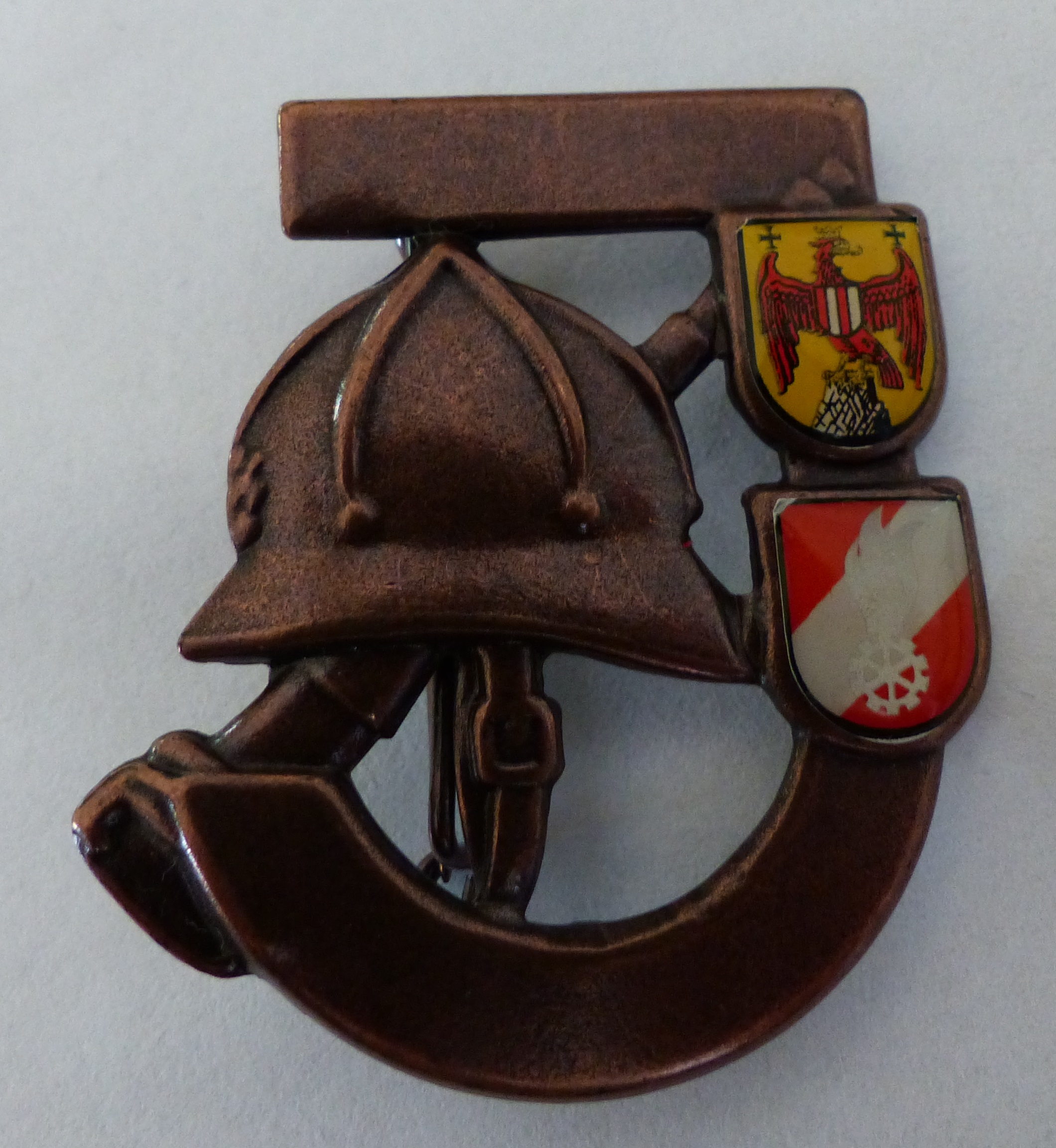
Feuerwehrjugendleistungsabzeichen – Bronze
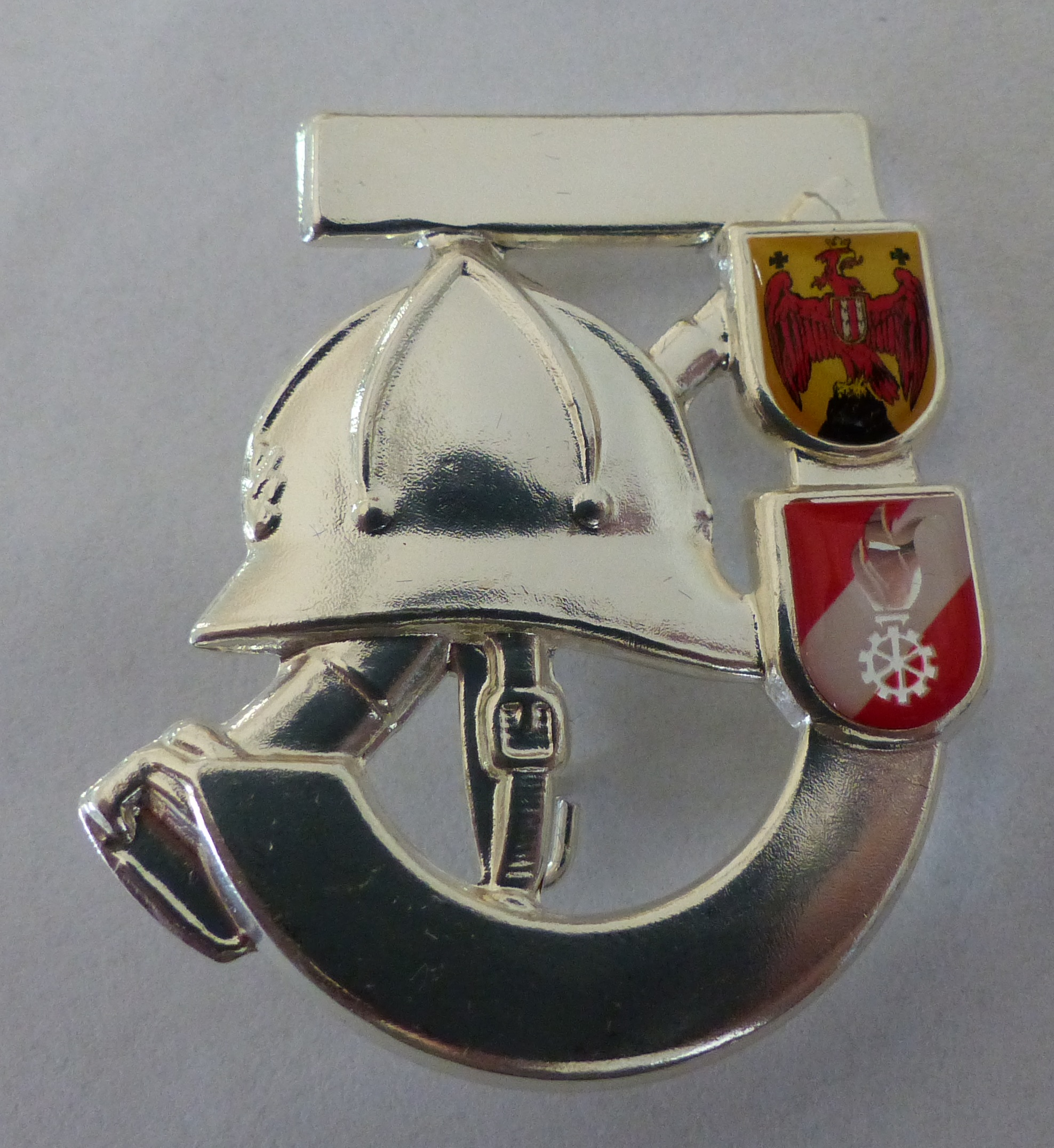
Feuerwehrjugendleistungsabzeichen – Silber
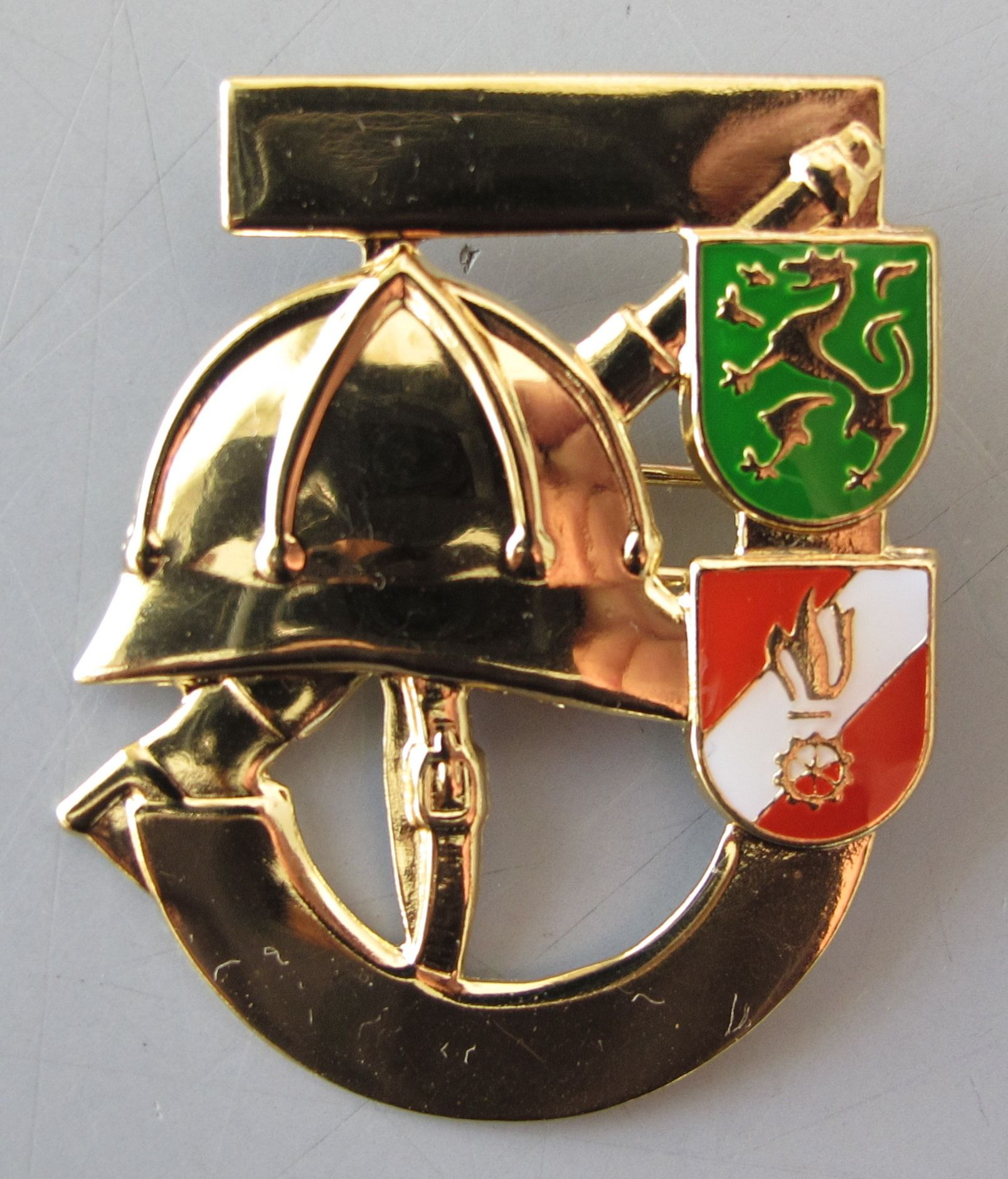
Feuerwehrjugendleistungsabzeichen – Gold

Beschreibung
Auch bei der Feuerwehrjugend gibt es eine Reihe an Bewerben und Wissensstandüberprüfungen. Für jede erfolgreiche Teilnahme an einem Bewerb oder einer Wissensstandüberprüfung gibt es ein Abzeichen. Grundsätzlich dabei zwischen Bewerben der 10- und 11-jährigen sowie der zwischen 12- und 15-jährigen unterschieden. Eine weitere Unterscheidung ist die Ebene (Bezirk, Land, Bund).
In allen Bundesländern gibt es den Bewerb um das Feuerwehrjugendleistungsabzeichen. Der Feuerwehrjugendleistungsbewerb wird nach bundesweit einheitlichen Bestimmungen (Fachschriftenheft Nr. 4) durchgeführt. Es werden Abschnitts-, Bezirks-, Landes- und Bundesfeuerwehrjugendleistungswettbewerbe durchgeführt.
Dabei muss eine Gruppe (9 Bewerbsteilnehmer) zwei Disziplinen bewältigen. In der Disziplin „Hindernisbahn“ müssen die Bewerbsteilnehmer verschiedene Hindernisse bewältigen und dabei eine Löschleitung verlegen und einen Löschangriff mittels Kübelspritze durchführen. Außerdem ist Geräte- und Knotenkunde gefragt. Die zweite Disziplin ist der 400 m-Staffellauf bei dem ein Strahlrohr von Bewerbsteilnehmer zu Bewerbsteilnehmer weitergegeben wird und dabei verschiedene Hindernisse bewältigt werden müssen.
Das Feuerwehrjugendleistungsabzeichen gelangt ausschließlich bei den Landes- und Bundesfeuerwehrjugendleistungsbewerb zur Verleihung. Der Bewerb auf Landesebene dient als Qualifikation für den Bundesbewerb, welcher alle zwei Jahre durchgeführt wird. Dieser wiederum dient für die Qualifikation zu den internationalen Jugendfeuerwehr-Wettbewerben, welche vom CTIF veranstaltet werden und ebenfalls alle zwei Jahre stattfinden.
In den Bundesländern gibt es verschiedene Wissensstandüberprüfungen. Der Wissenstest wird in allen Bundesländern durchgeführt, jedoch nach unterschiedlichen Bestimmungen.

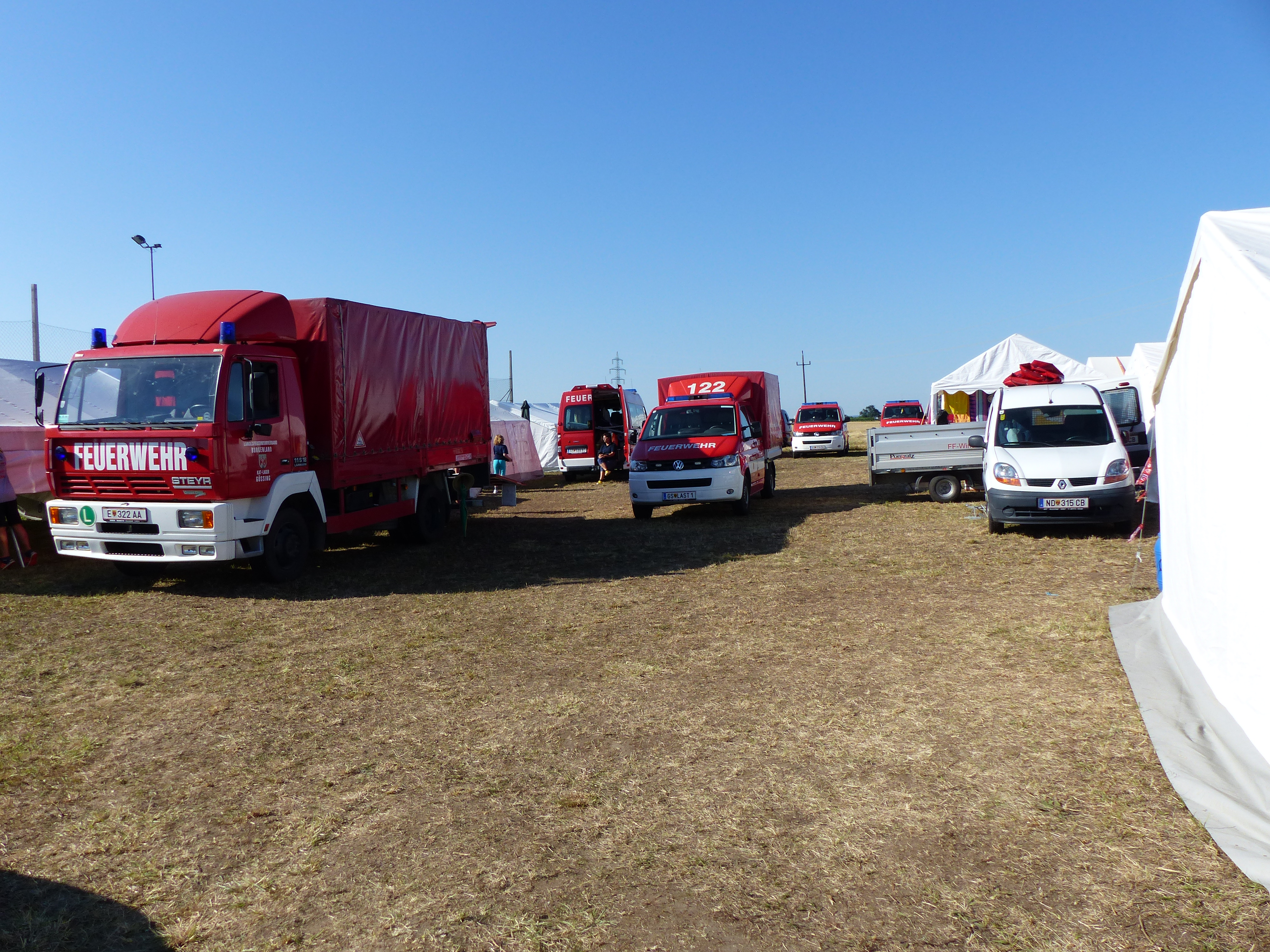
Landesleistungsbewerb Oslip 2015 – Zeltlager
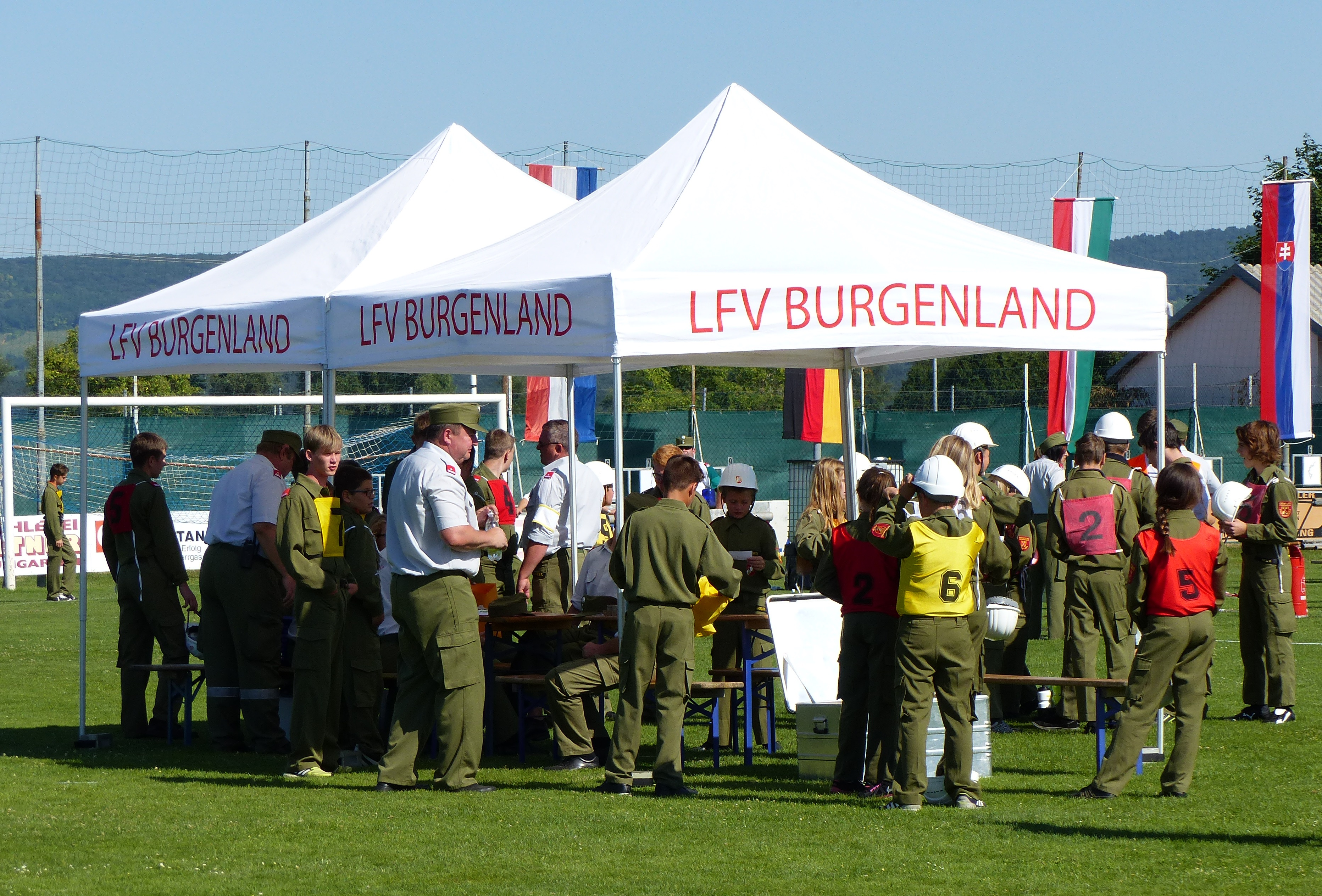
Oslip 2015 – Hindernislauf Berechnungsausschuss
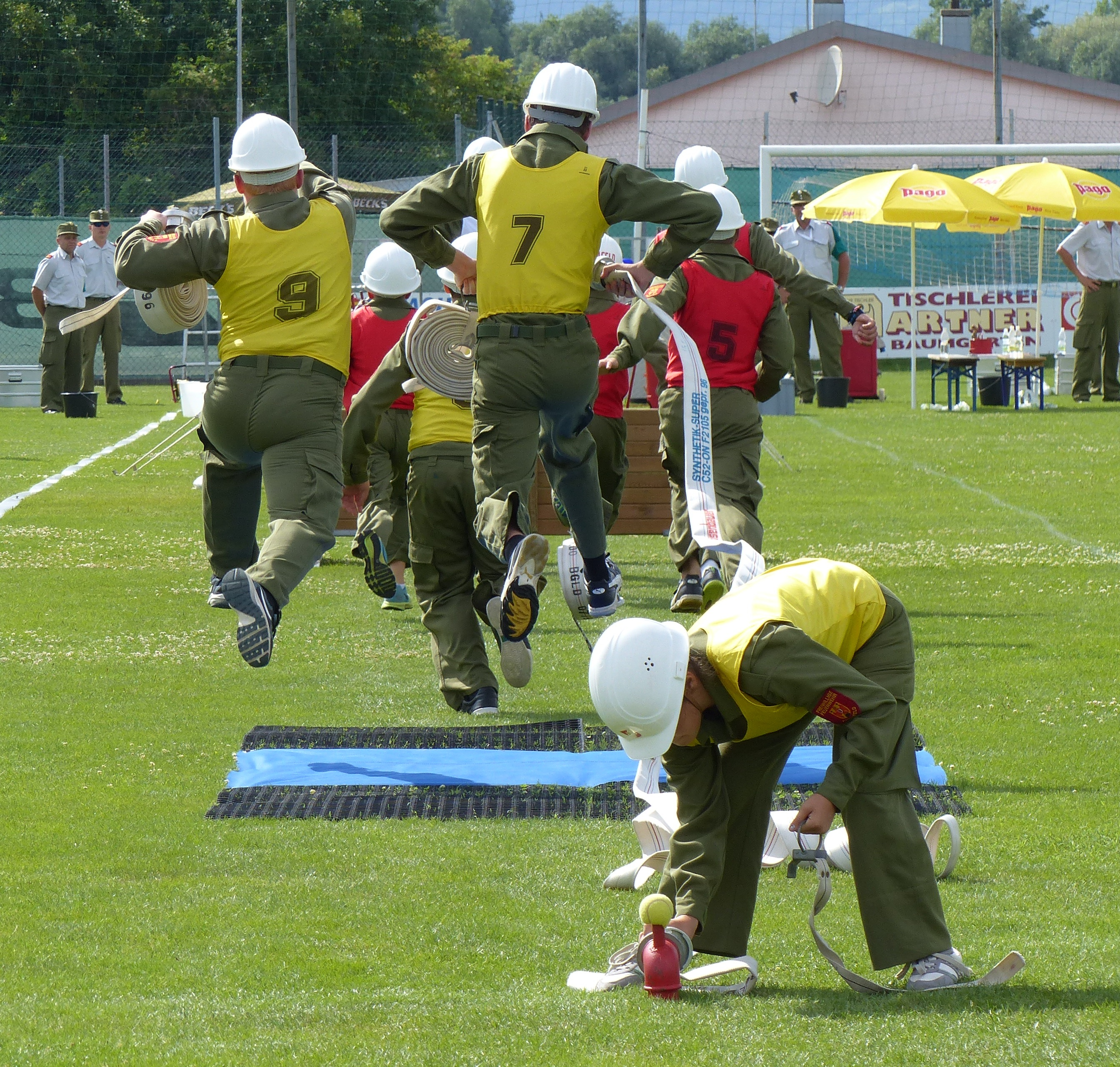
Oslip 2015 – Hindernislauf FF Pinkafeld/Oberschützen
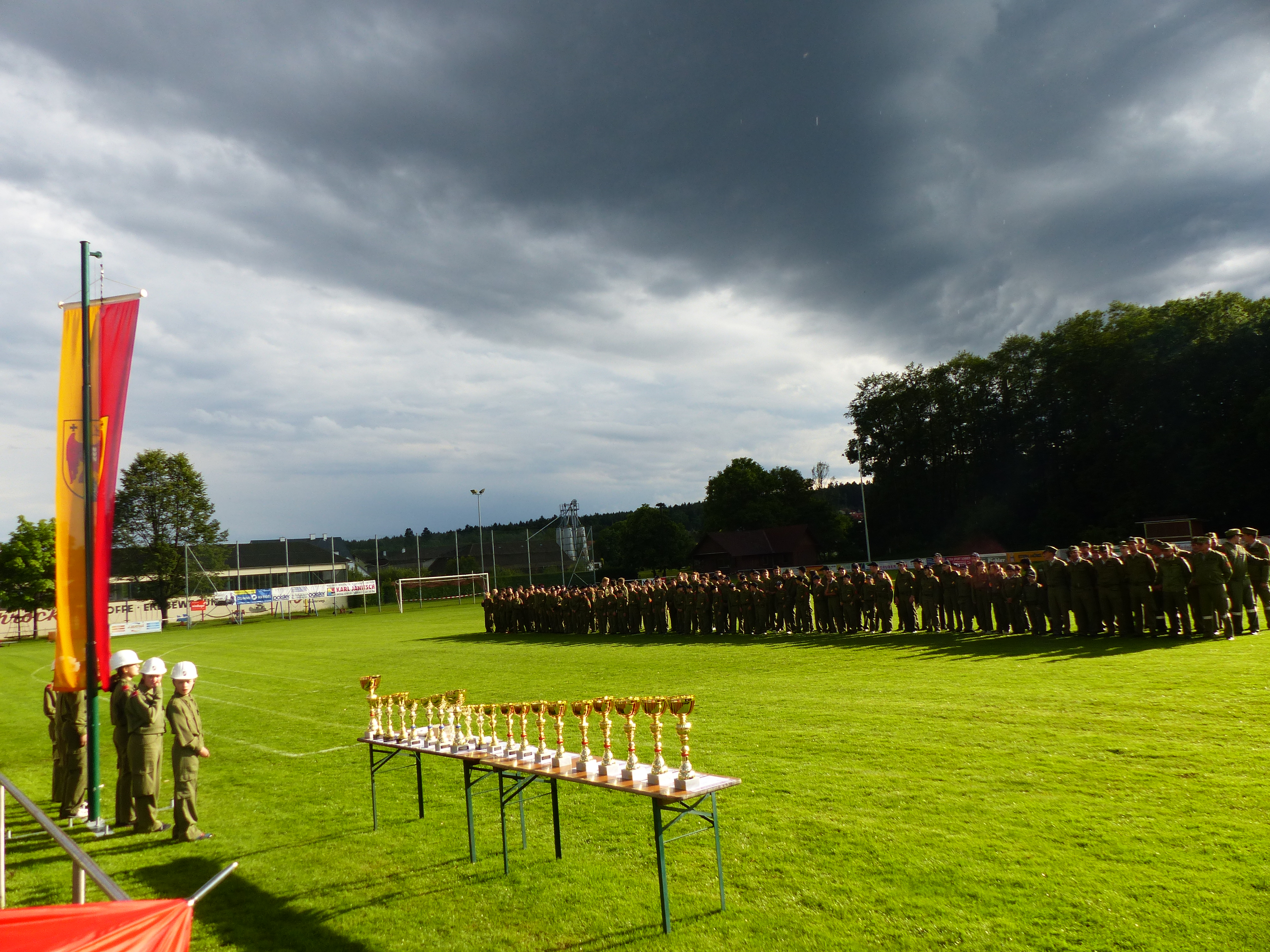
Bewerb Bezirk Oberwart 2016 in Grafenschachen
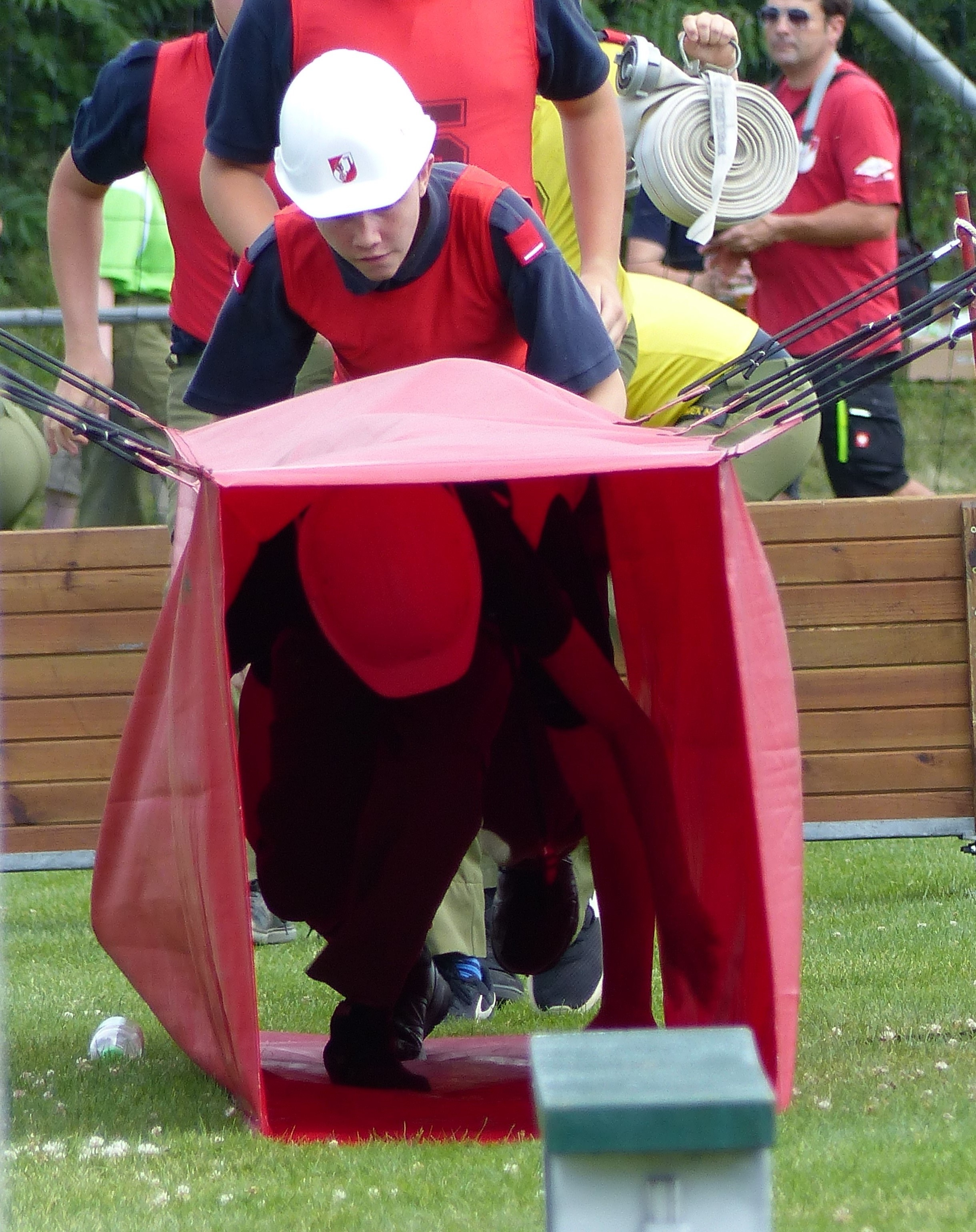
Landesleistungsbewerb Großpetersdorf 2016
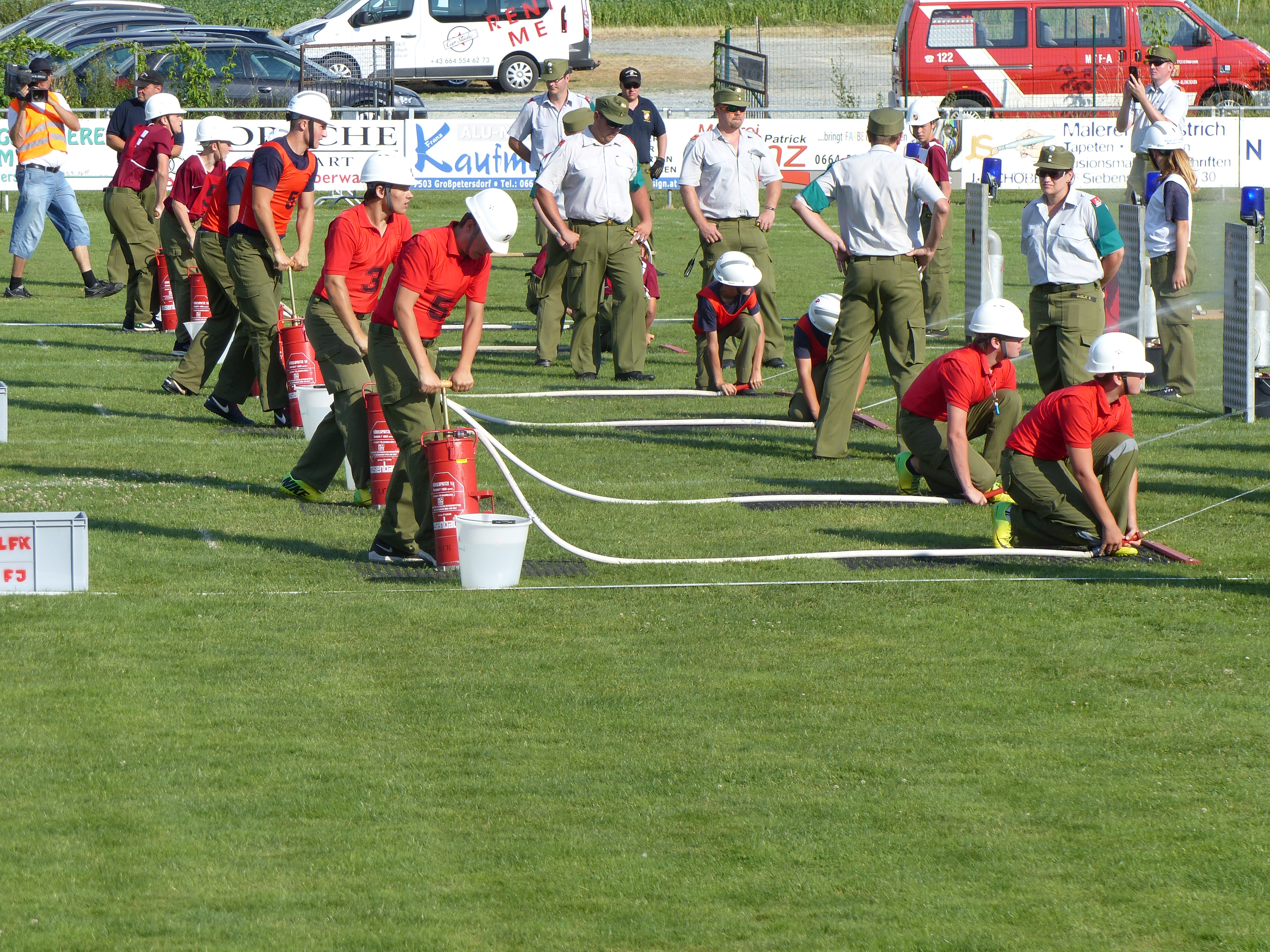
Landesleistungsbewerb Großpetersdorf 2016 – Jugendcup
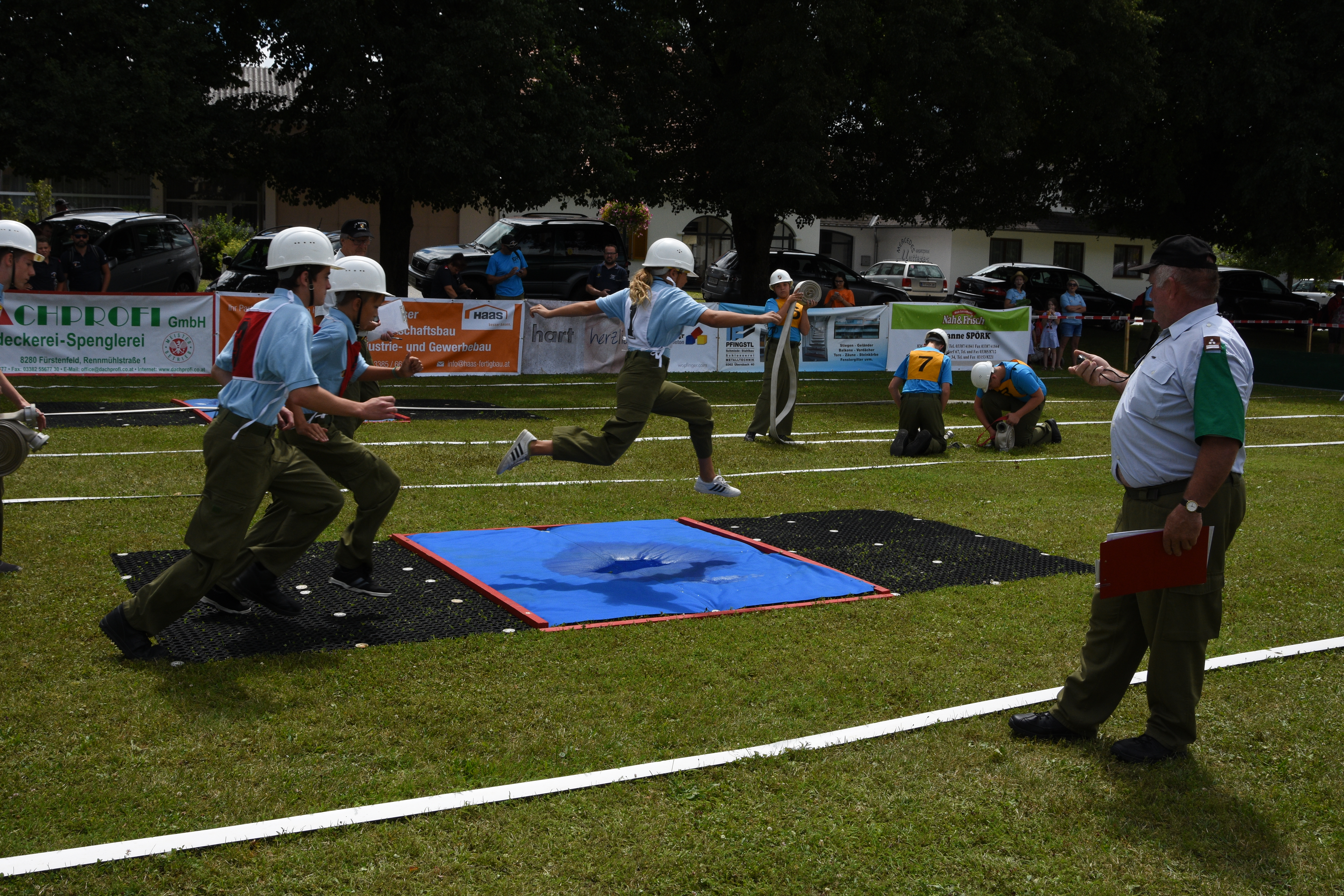
Bereichsfeuerwehrjugendleistungsbewerb Fürstenfeld (2017) am Wassergraben
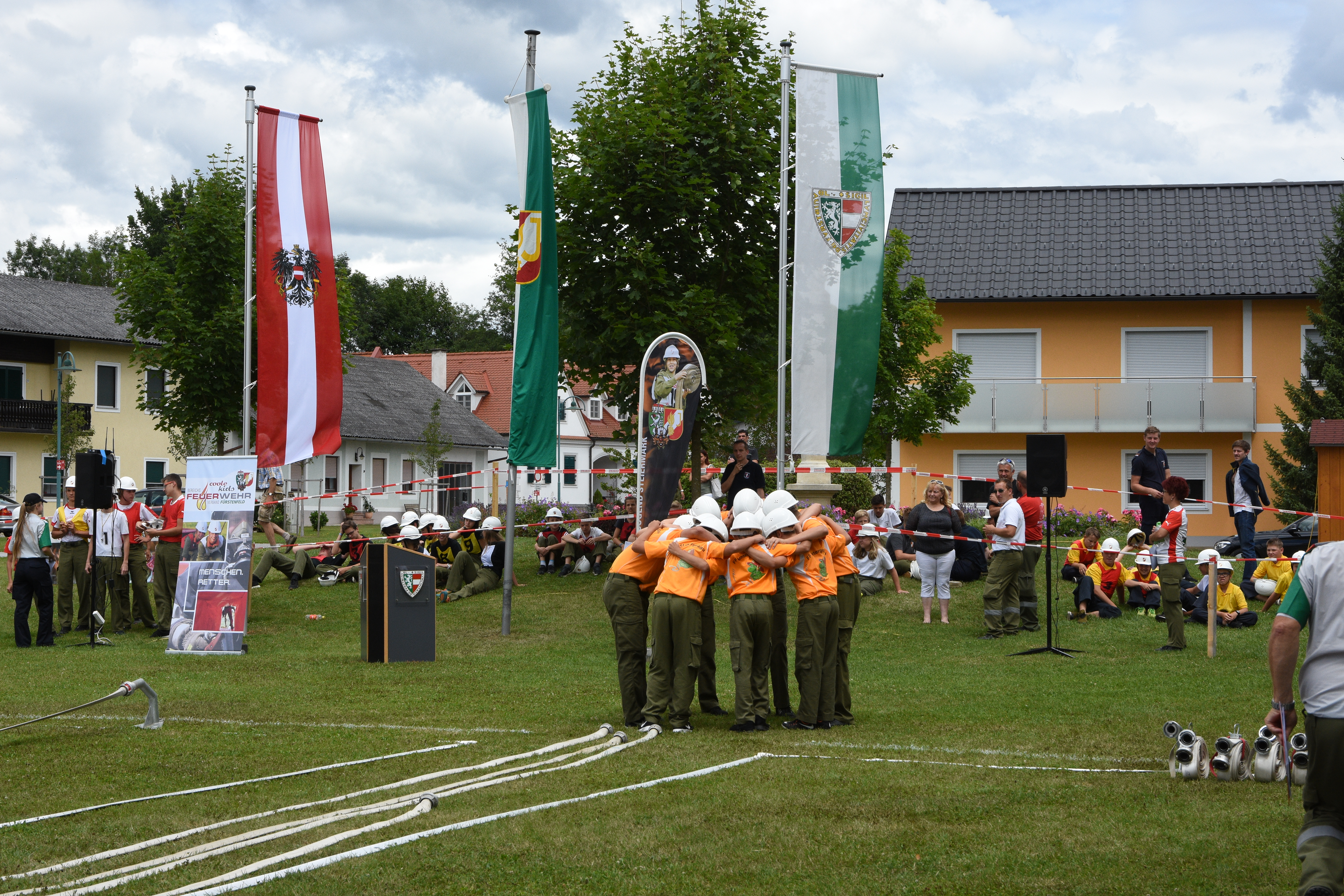
Bereichsfeuerwehrjugendleistungsbewerb Fürstenfeld in Übersbach
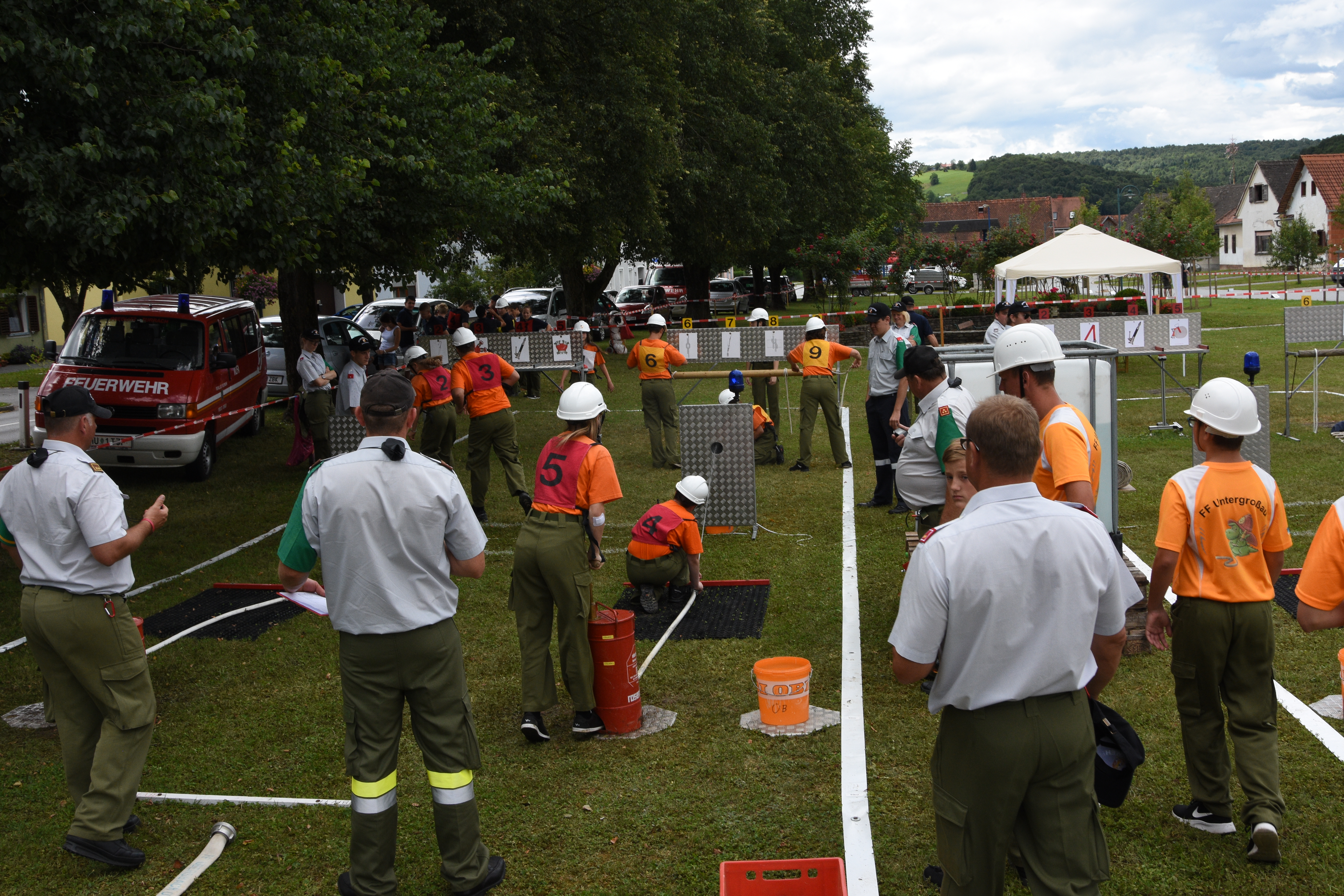
BFV-FF, Bereichsfeuerwehrjugendleistungsbewerb Steiermark
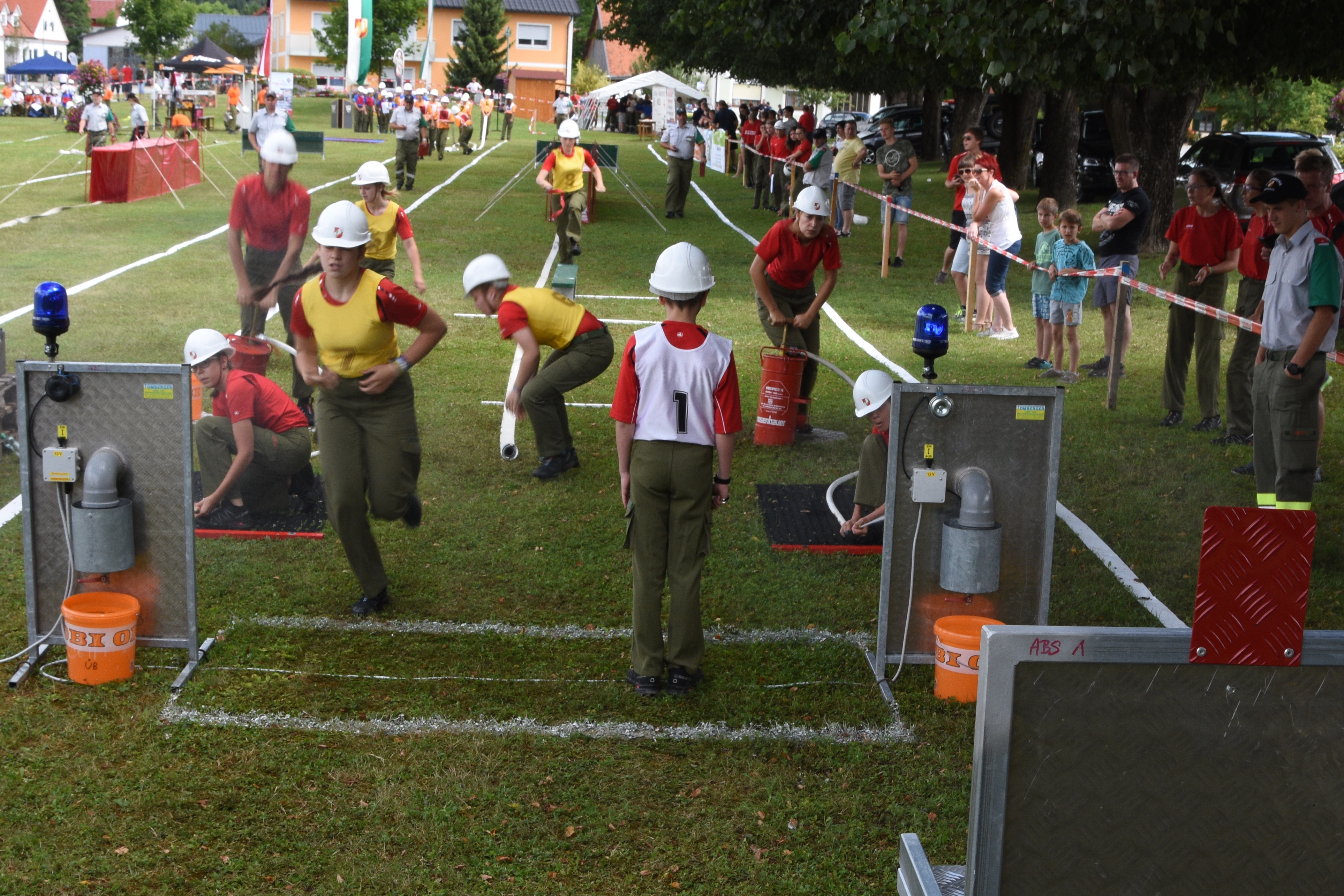
Bereichsfeuerwehrjugendleistungsbewerb Steiermark

Wissenstests
Bei den Wissenstests gibt es in den Bundesländern unterschiedliche Bestimmungen. Während es zum Beispiel in Kärnten für Mitglieder der Jugendfeuerwehr bis zum 12. Lebensjahr ein Wissensspiel gibt, existiert diese Form der Wissensvermittlung nicht in allen Bundesländern. Auch bei den Wissenstests gibt es unterschiedliche Bestimmungen. So werden im Burgenland die Wissenstests in sechs Stufen (Bronze: Stufe 1 und 2, Silber: 3 und 4, Gold: 5 und 6) abgelegt, während in anderen Bundesländern diese Tests dreistufig (Bronze, Silber und Gold) aufgebaut sind.
Folgende Abzeichen können, jeweils abhängig, von den Bestimmungen des jeweiligen Bundeslandes erreicht werden:
- Wissensspielabzeichen Bronze
- Wissensspielabzeichen Silber
- Wissenstestabzeichen Bronze
- Wissenstestabzeichen Silber
- Wissenstestabzeichen Gold

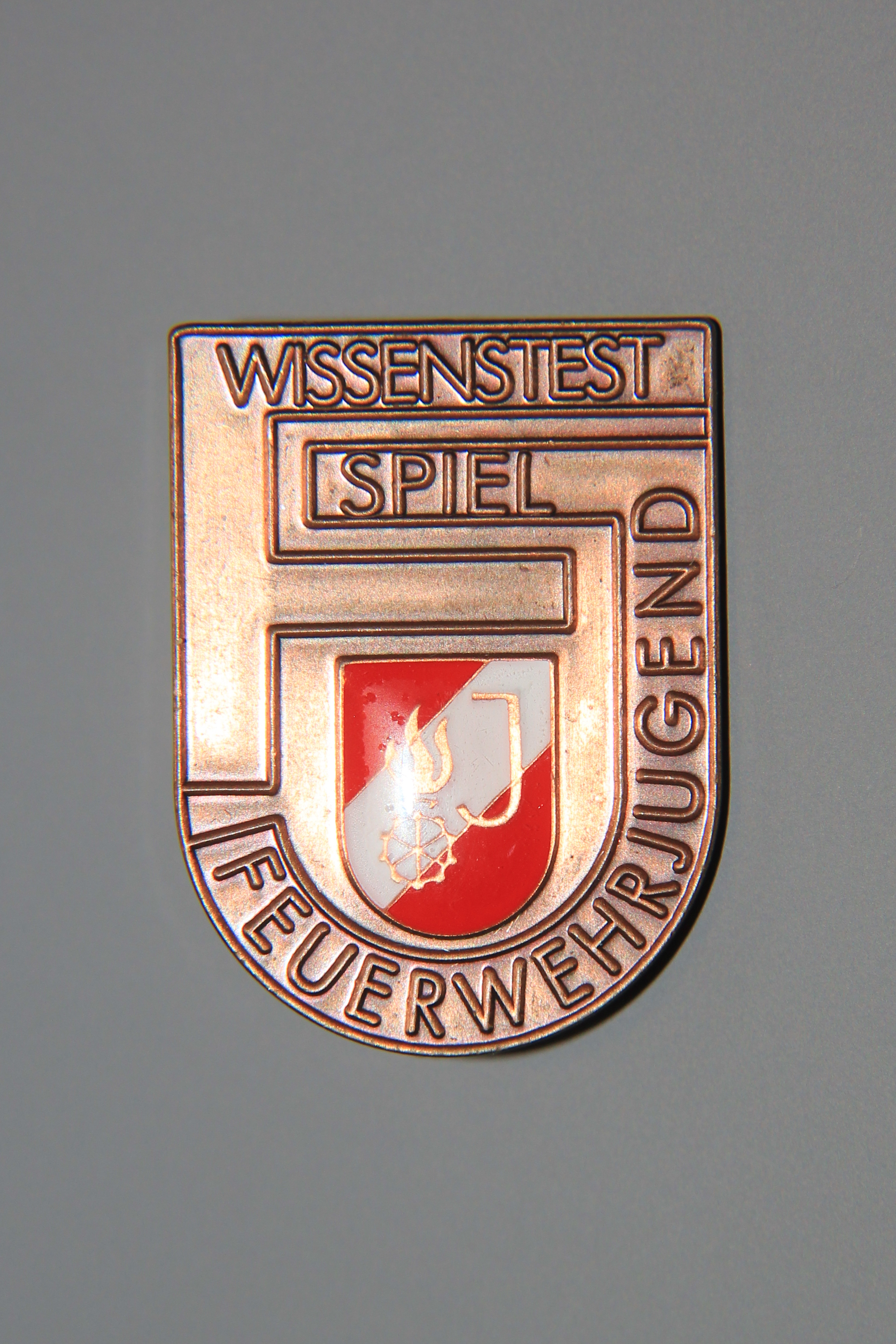
Wissensspielabzeichen Bronze
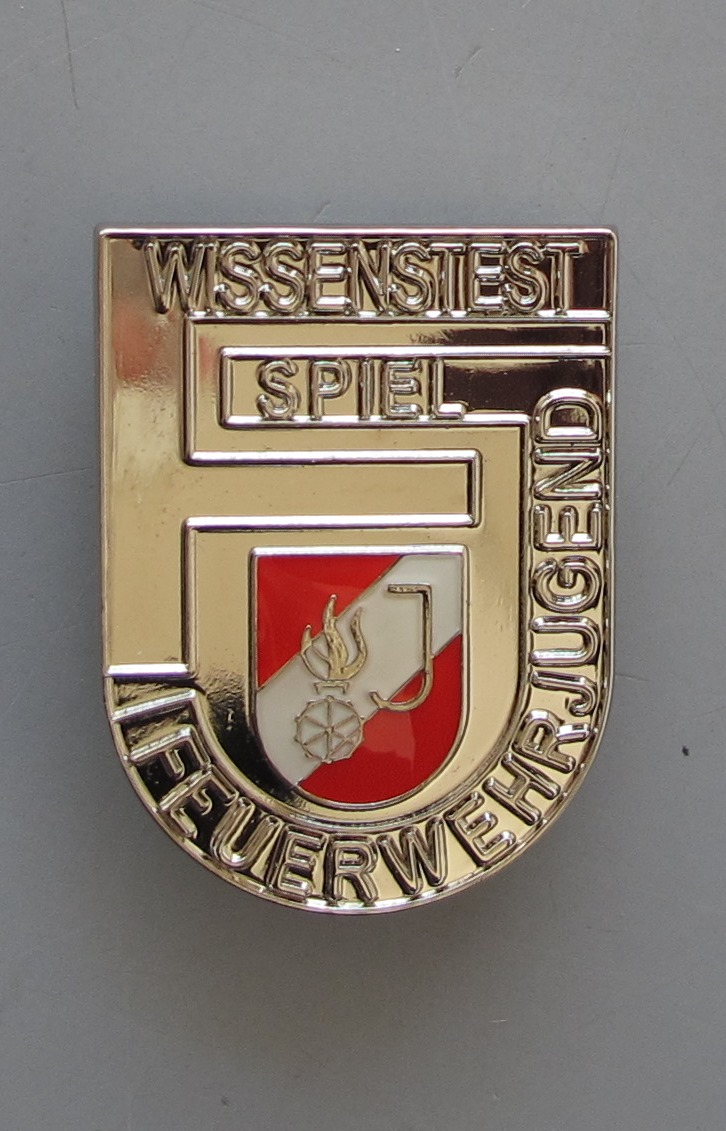
Wissensspielabzeichen Silber
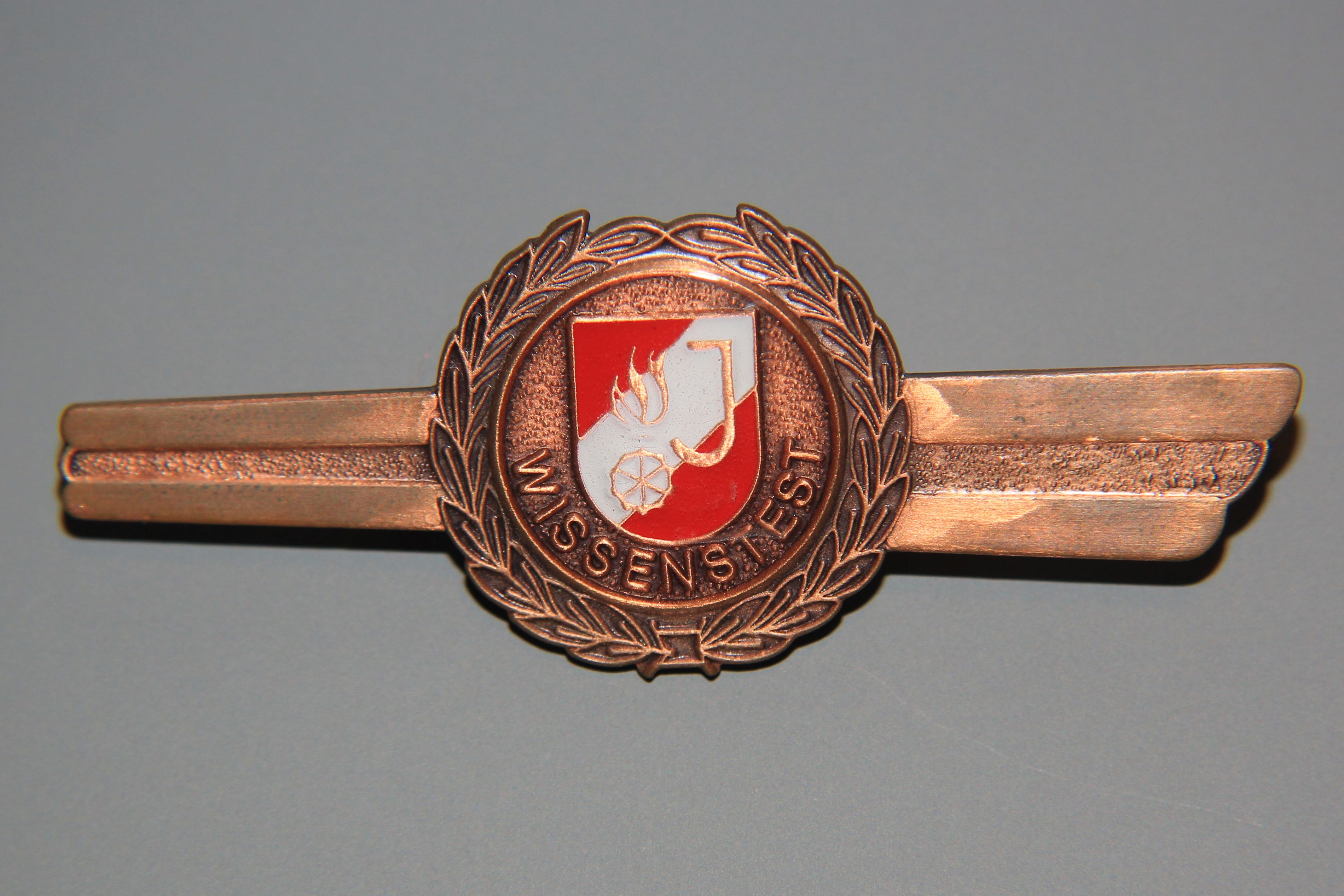
Wissenstestabzeichen Bronze
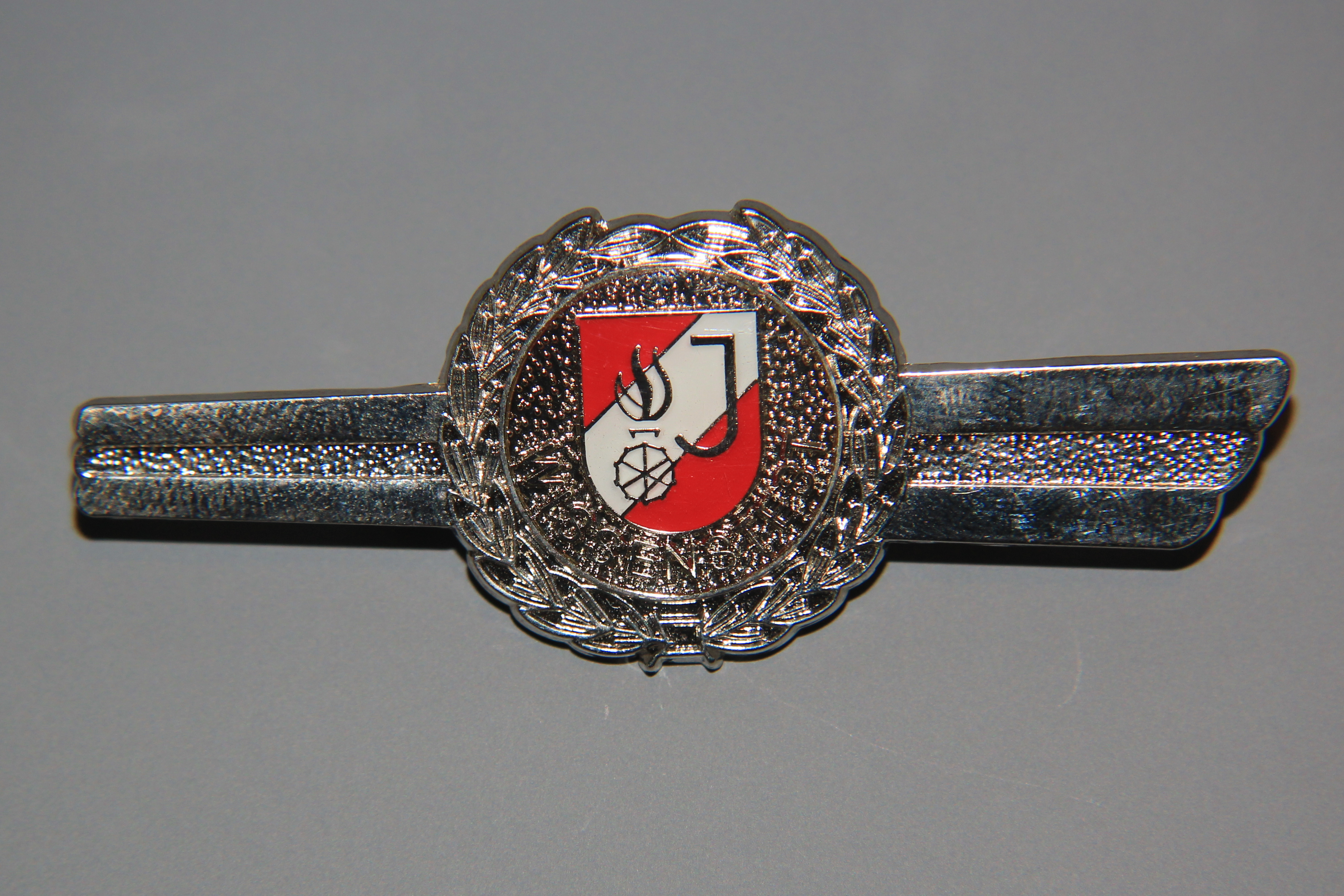
Wissenstestabzeichen Silber
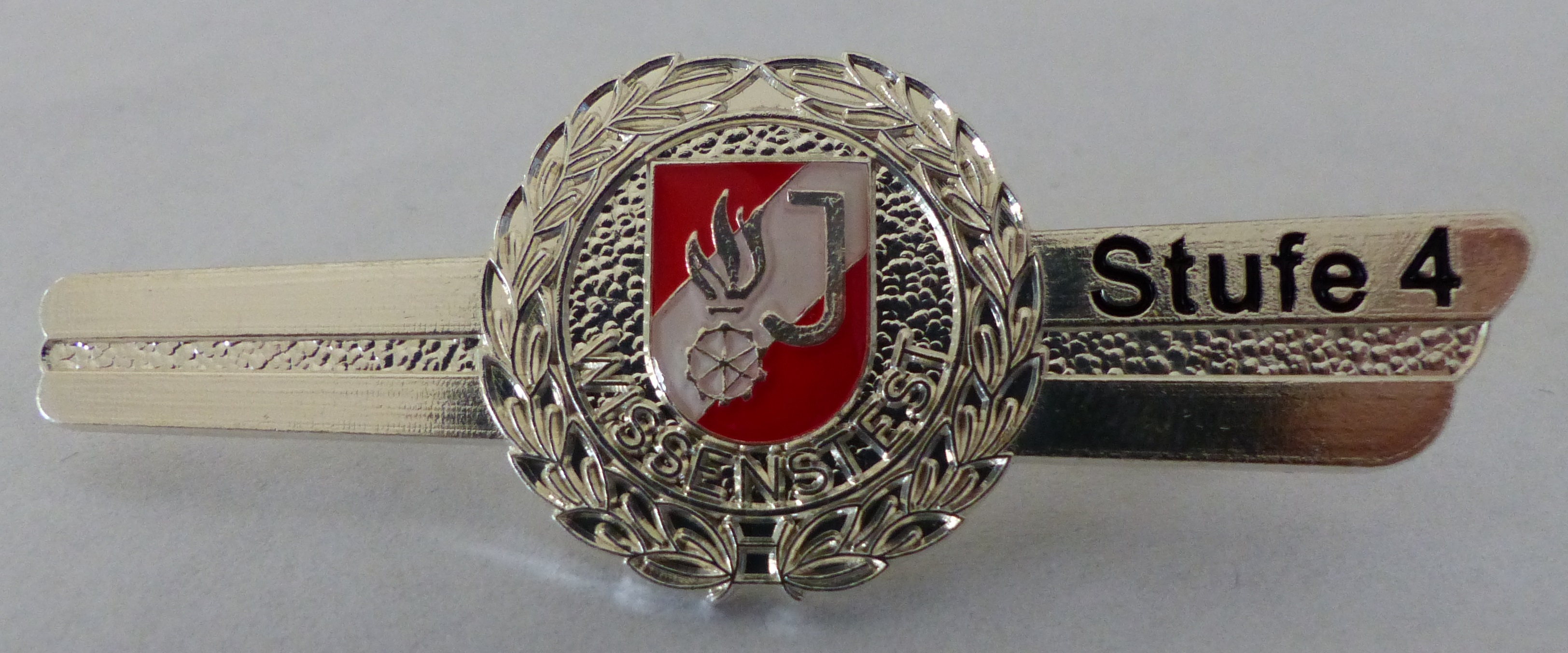
Wissenstestabzeichen Silber – Stufe 4 (Burgenland)
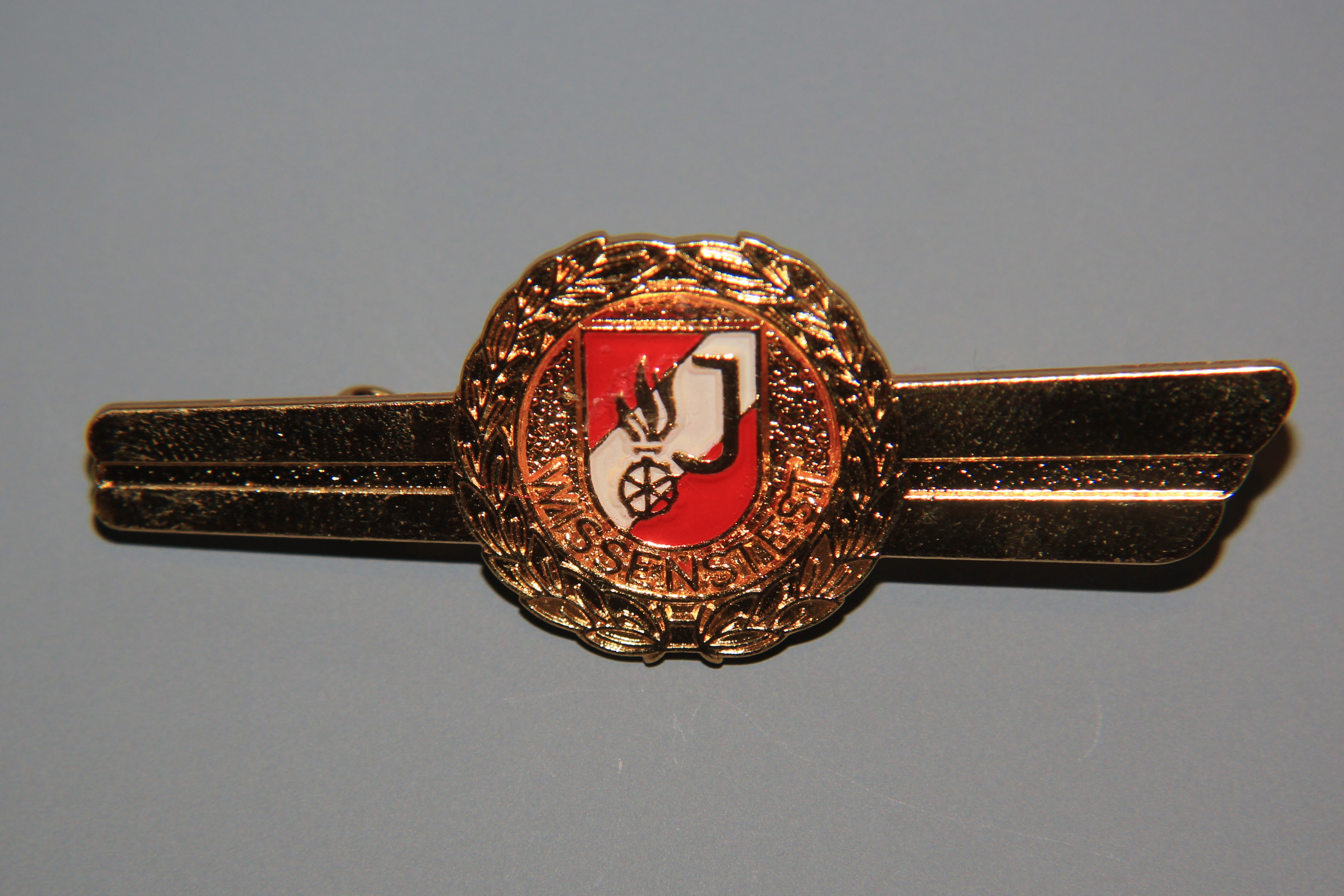
Wissenstestabzeichen Gold
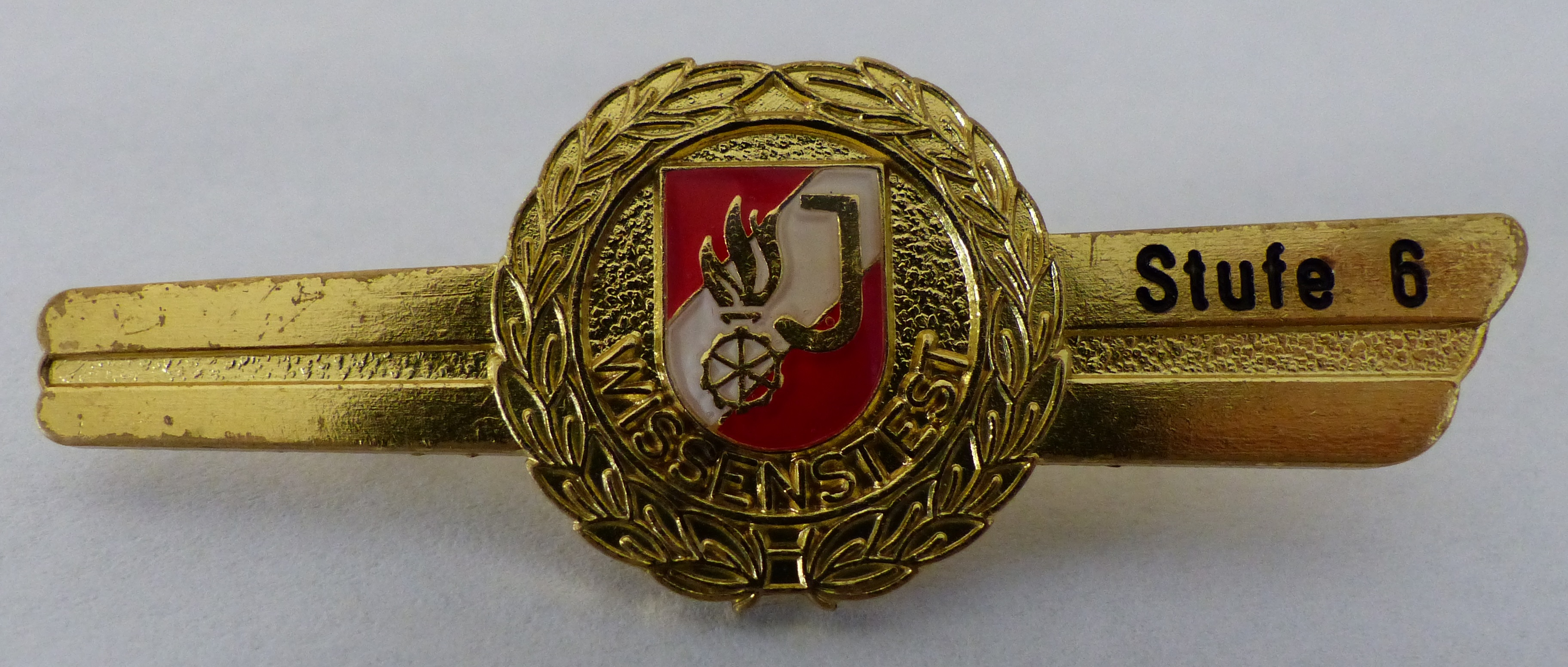
Wissenstestabzeichen Gold – Stufe 6 (Burgenland)
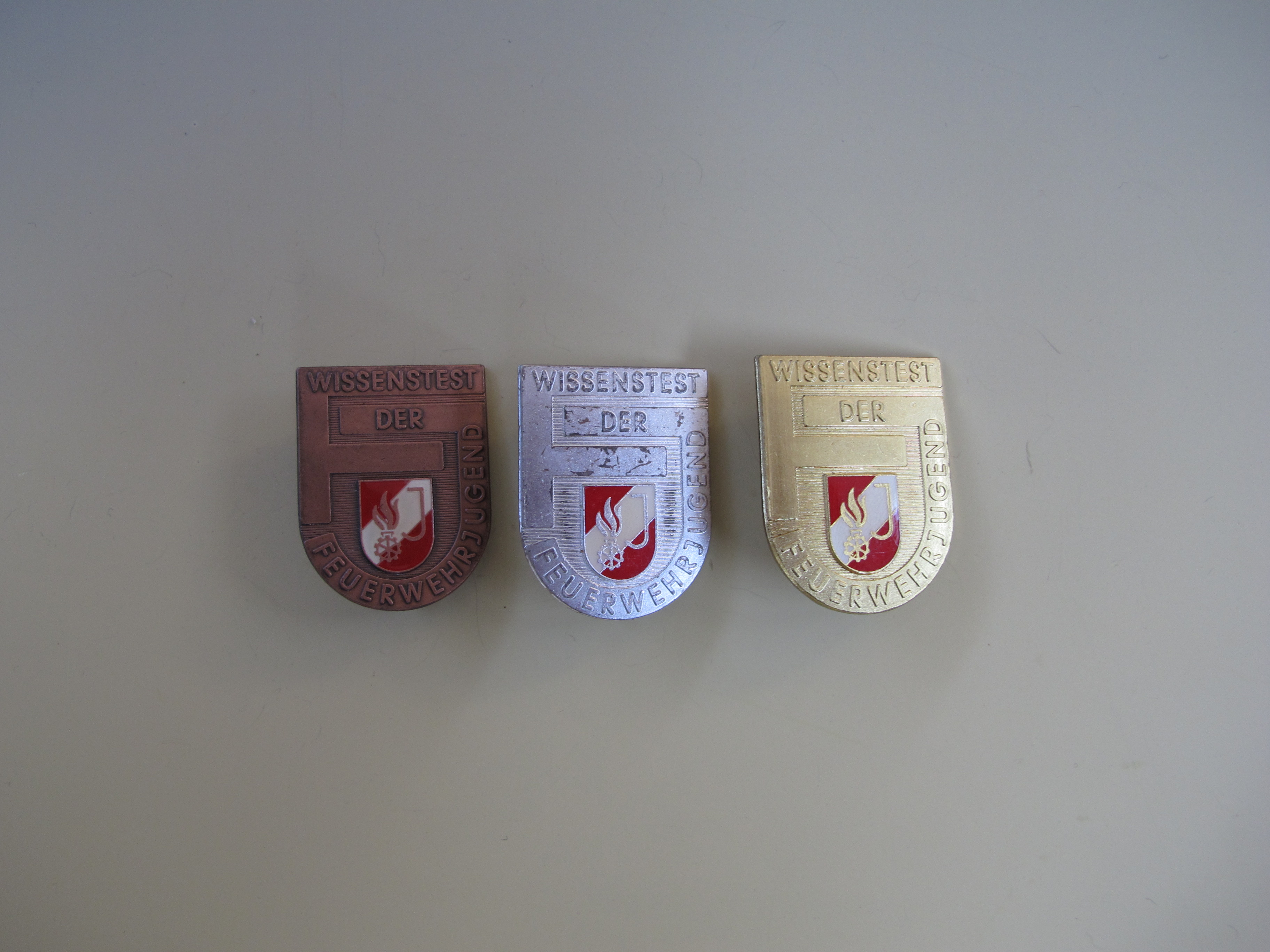

Bewerbsspiel für Feuerwehrjugend
Teilnahmeberechtigt sind alle Feuerwehrjugendmitglieder ab dem vollendeten 10. Lebensjahr bis zum 31. Dezember des Jahres, in dem sie das 12. Lebensjahr erreichen (der gesamte Jahrgang). Während des gesamten Kalenderjahres, in dem der Jugendliche das 12. Lebensjahr vollendet, hat er die Möglichkeit, sowohl am Bewerbsspiel als auch am FJLB teilzunehmen.

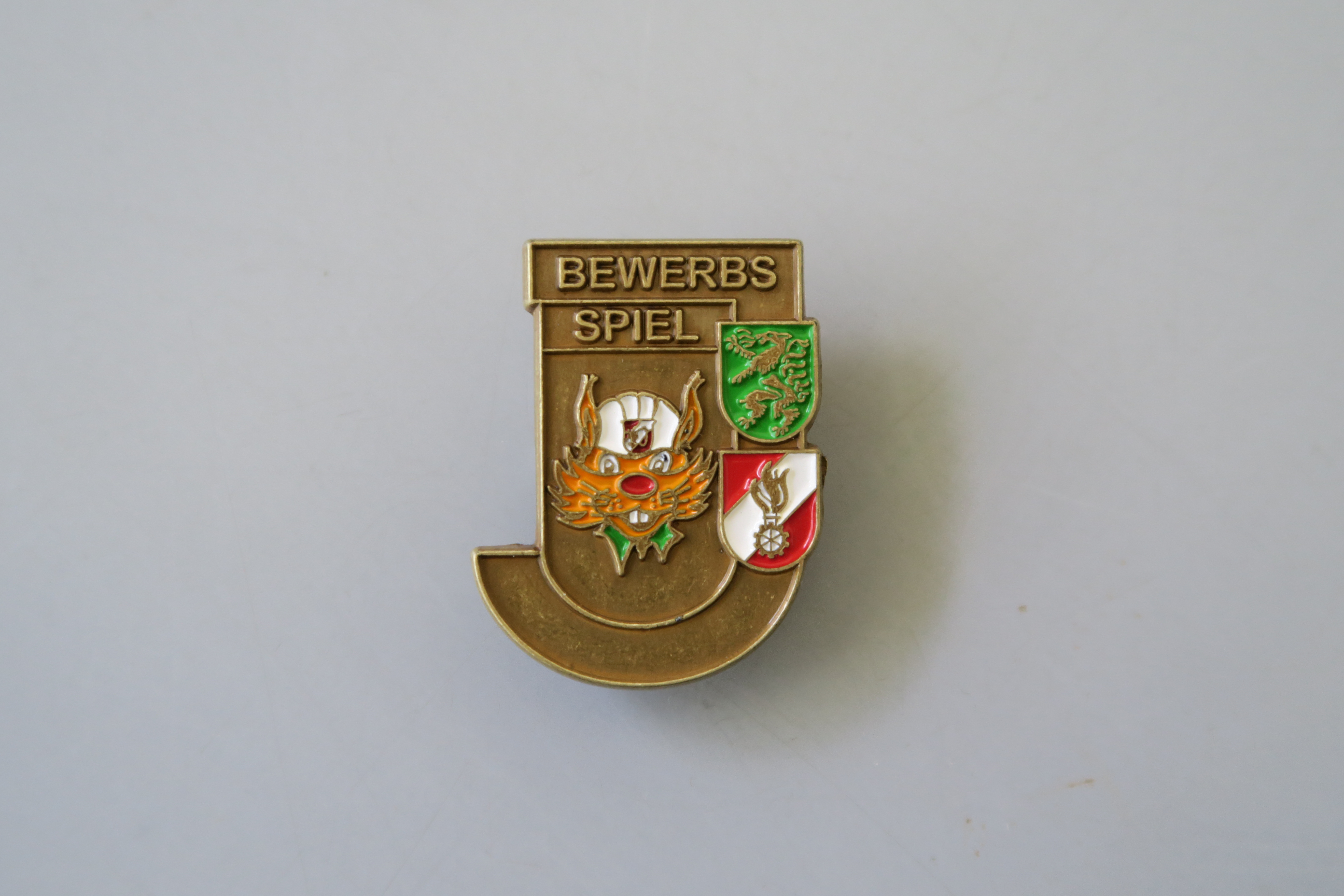
FJBSA in Bronze

### Internationales Leistungsabzeichen
- Der internationale Wettbewerb des Internationalen technischen Komitees für vorbeugenden Brandschutz und Feuerlöschwesen(CTIF)[56]

bestehend aus einer Feuerwehrhindernisübung (Löschangriff) und einem sportlichen Teil (Staffellauf) mit verschiedenen Hindernissen und Aufgaben. Dieser ist für die Altersspange 12 bis 16 Jahre.

### Sonstige Wettbewerbe
Jugendfeuerwehren messen sich untereinander in verschiedenen Wettbewerben. Zu nennen sind hier:
- Löschangriff Nass
Ein Löschangriff mit zwei C-Strahlrohren wird aufgebaut und Löschwasser in zwei Zielbehälter gespritzt.
- August-Ernst-Pokal
Der August-Ernst-Pokal ist ein Wettkampf zwischen Jugendfeuerwehren, der alle zwei Jahre bundesweit und jedes Jahr auf den Raum der Stadt Hamburg beschränkt stattfindet.
- Knotenwettkampf
Im Knotenwettkampf werden Feuerwehrknoten und Stiche geübt und geprüft.
- Gruppenstafette
Hier wird Geschicklichkeit und Schnelligkeit verlangt, beispielsweise durch Knotenkunde.
- 5×80-m-Feuerwehrstafette
Folgende Stationen sind enthalten: Eskaladierwand, Querbalken, Laufbalken, Hindernis mit Fenster, Löschen eines kleinen Feuers mit einer Kübelspritze
- Sportliche Wettkämpfe (vor allem Fußball und Volleyball)
- Theoretische Prüfungen

## Jugendfeuerwehrleute in Europa
Die nachfolgende Statistik zeigt die Anzahl und Anteile der aktiven jugendlichen Feuerwehrangehörigen in einigen wesentlichen europäischen Staaten auf.
| Land        | Einwohner   | Gesamtanzahl erwachsene Feuerwehrangehörige | Verhältnis von erw. Feuerwehrangehörigen zu Einwohnern | Freiwillige erw. Feuerwehrangehörige | Jugendliche Feuerwehrangehörige | Verhältnis von Jugendlichen zu erw. Feuerwehrangehörigen |
| ----------- | ----------- | ------------------------------------------- | ------------------------------------------------------ | ------------------------------------ | ------------------------------- | -------------------------------------------------------- |
| Deutschland | 82.218.000  | 1.042.600                                   | 1,26 %                                                 | 994.042                              | 249.027                         | 23,89 %                                                  |
| Frankreich  | 66.628.000  | 255.050                                     | 0,38 %                                                 | 198.800                              | 27.598                          | 10,82 %                                                  |
| Kroatien    | 4.087.000   | 61.663                                      | 1,51 %                                                 | 54.219                               | 21.927                          | 40,44 %                                                  |
| Österreich  | 8.859.000   | 258.433                                     | 2,89 %                                                 | 255.865                              | 28.598                          | 11,18 %                                                  |
| Polen       | 38.411.000  | 676.193                                     | 1,76 %                                                 | 645.842                              | 8.440                           | 13,06 %                                                  |
| Rumänien    | 20.121.000  | 127.291                                     | 0,63 %                                                 | 100.835                              | 19.940                          | 15,66 %                                                  |
| Russland    | 146.781.000 | 1.227.600                                   | 0,84 %                                                 | 956.600                              | 262.354                         | 21,37 %                                                  |
| Slowenien   | 2.095.000   | 168.404                                     | 8,04 %                                                 | 167.454                              | 42.656                          | 25,33 %                                                  |
| Ungarn      | 9.772.000   | 30.878                                      | 0,32 %                                                 | 19.965                               | 2.412                           | 7,81 %                                                   |
| Belarus     | 9.408.000   | 15.936                                      | 0,17 %                                                 | 6.660                                | 159.041                         | -                                                        |

Stand: 2019